# Complexe nucléaire de Hanford
Pour les articles homonymes, voir HEW.

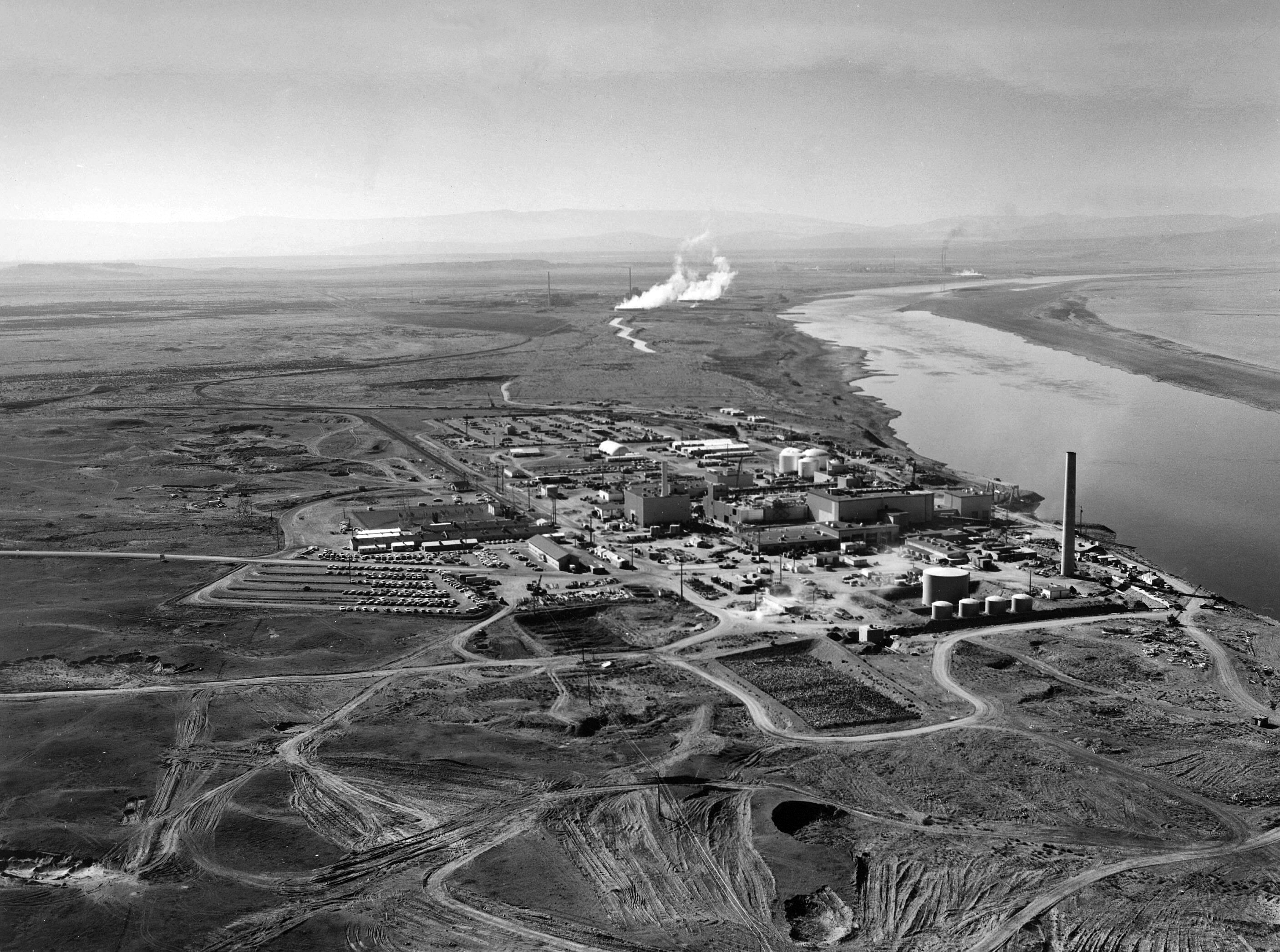
Le Laboratoire national de Hanford, qui n'est que l'une des parties du vaste complexe nucléaire militaro-industriel de Hanford, sur la rive du Columbia.

Le complexe nucléaire de Hanford, situé le long du Columbia au centre-sud de l'État de Washington, a connu plusieurs dénominations (Hanford Works, Hanford Engineer Works ou HEW, Hanford Nuclear Reservation, HNR ou Hanford Project).
Ce site, aujourd'hui contrôlé par le département de l'Énergie des États-Unis (DoE), est devenu en 1996 le plus grand site de stockage de déchets nucléaires (disent ERDF et Hanford Challenge) des États-Unis : le site a une superficie de 220 000 m2 environ, et stocke (au début du XXIe siècle) 1/3 de tous les déchets radioactifs du pays avec également dans le sud du site, entre la Yakima et le Columbia qui se rejoignent dans cette zone, plusieurs centres de stockage de déchets et sources radioactives ne provenant pas du DoE et ayant pour origine Framatome ANP, PN service, Allied Technology Group Corporation et Perma Fix. La grande quantité de déchets radioactifs présente sur ce site est due au fait qu'il est aussi un ancien complexe industriel militaire (construit en 1943 en bordure de la ville de Hanford, déménagé pour l'occasion) initialement destiné au projet Manhattan pour lequel il a abrité le réacteur B, premier réacteur nucléaire au monde destiné à produire du plutonium de qualité militaire pour la première bombe nucléaire, qui fut testée lors de l'essai atomique Trinity, et pour « Fat Man », la bombe utilisée lors du bombardement de Nagasaki au Japon.
D'abord ultra-secrète, cette production s'est poursuivie 46 ans sous le contrôle du département de la Défense, pour le compte du gouvernement fédéral des États-Unis et de l'armée. Or « le processus de fabrication du plutonium est extrêmement “inefficace” ; une énorme quantité de déchets liquides et solides est générée pour une très petite quantité de plutonium produite ». De plus, après arrêt de la production, « les installations et infrastructures associées à la mission de défense de Hanford doivent également être désactivées, désaffectées, décontaminés et démolies ». C'est le plus grand chantier de décontamination et démantèlement au monde, qui mobilise aujourd'hui selon le DoE environ 11 000 employés (notamment du groupe AREVA) alors que le nombre d'ouvriers n'a jamais dépassé 50 000 durant la construction.
Lors de la guerre froide, le site accueillit neuf réacteurs nucléaires et cinq complexes de traitement du combustible usé supplémentaires, pour produire plus de plutonium pour la plupart des 60 000 ogives de l'arsenal nucléaire américain. 
Les scientifiques du complexe réalisèrent alors de nombreuses percées et avancées technologiques, mais avec des procédures de sécurité et de traitement des déchets radioactifs qui se sont rétrospectivement révélées insuffisantes.
Depuis les années 1970, et après déclassification d'une partie des archives, on sait que les activités du site de Hanford ont libéré de grandes quantités de gaz et de matières radioactives dans l'air, les sols et la rivière Columbia, menaçant la santé des riverains et l'écosystème.
Les réacteurs militaires sont stoppés depuis la fin de la Guerre froide, mais ils ont généré, en 2010, 204 000 m3 de déchets de haute activité qui demeurent sur le site, ce qui représente les deux-tiers du volume de déchets de haute activité du pays qui avec les déchets du début du démantèlement (qui devrait durer plusieurs décennies) font de ce site le site nucléaire le plus pollué des États-Unis,. Hanford abrite encore la centrale nucléaire Columbia et de nombreux centres de recherche et développement tels que le Pacific Northwest National Laboratory et le LIGO.

## Géographie

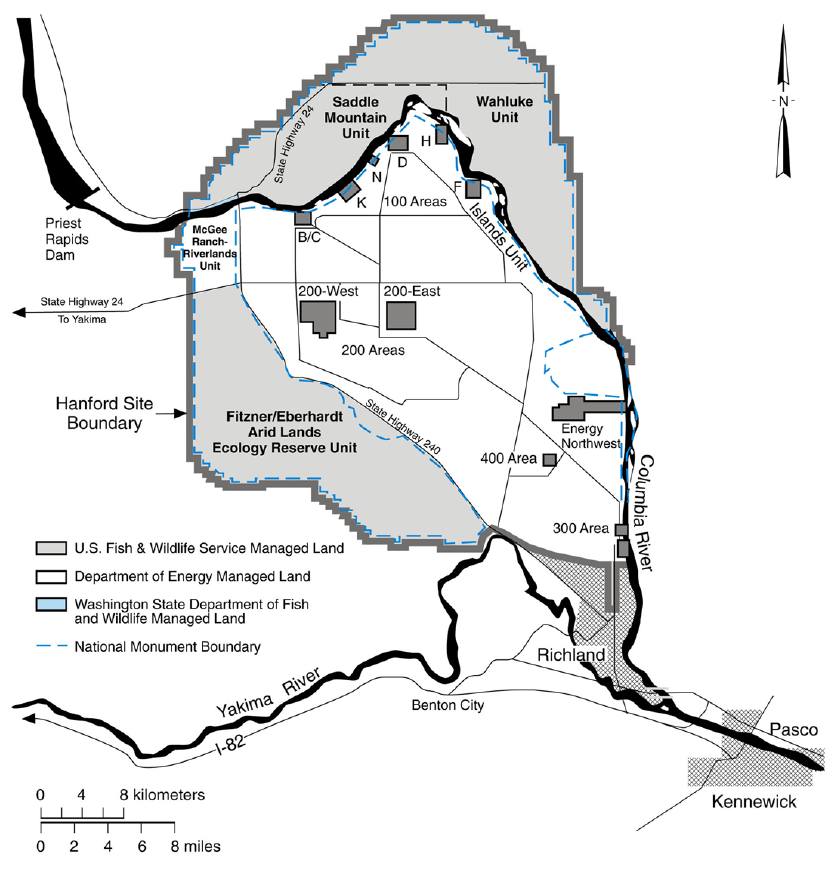
Carte montrant les zones principales du site de Hanford en 2000. La zone grise correspond au Hanford Reach National Monument.

Le site de Hanford occupe 1 518 km2 du comté de Benton, ce qui à titre de comparaison représente une surface égale à la moitié de celle du département français du Rhône.
Ce territoire est actuellement inhabité et interdit au public.
C'est une zone désertique qui reçoit moins de 25 mm de précipitations par an, avec une végétation de type steppique. 
Le fleuve Columbia forme la frontière Nord et Est du site, sur près de 80 km. Ce fleuve est le plus grand cours d'eau de la région Nord-Ouest Pacifique de l'Amérique du Nord par sa longueur, par la taille de son bassin versant et par son débit à l'embouchure (le plus important de tous les fleuves nord-américains se jetant dans le Pacifique), ce qui le rendait intéressant pour refroidir les nombreux réacteurs et la centrale nucléaire du site, et diluer les rejets chimiques et radioactifs.
Le site originel couvrait 1 780 km2 y compris des « zones tampons » dans les comtés de Grant et Franklin. Certains de ces terrains furent rendus à l'exploitation privée et sont maintenant couverts de vergers et de champs cultivés. En 2000, le parc naturel du Hanford Reach National Monument fut créé sur de larges portions de ce territoire.
Le site a été divisé en trois parties aux fonctions différentes. Les réacteurs nucléaires situés le long de la rivière sont désignés comme « zone 100 ». Les installations chimiques sur le plateau central forment la zone 200. Et les installations diverses au sud-est sont désignées sous le nom de zone 300.
Le site est à la bordure nord-ouest d'une agglomération de 230 000 habitants dite « Tri-Cities » car constituée des trois villes de Richland, Kennewick et Pasco. Hanford est la principale zone économique de ces trois villes.

## Contexte environnemental et écopaysager

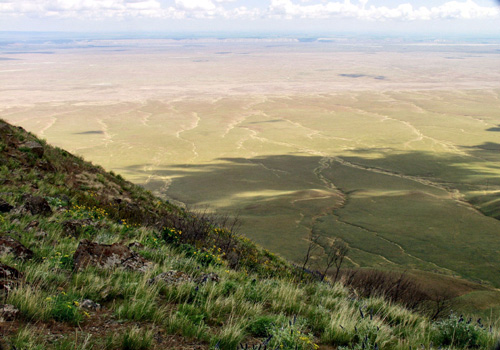
Paysage du « Plateau » vue du mont Rattlesnake.

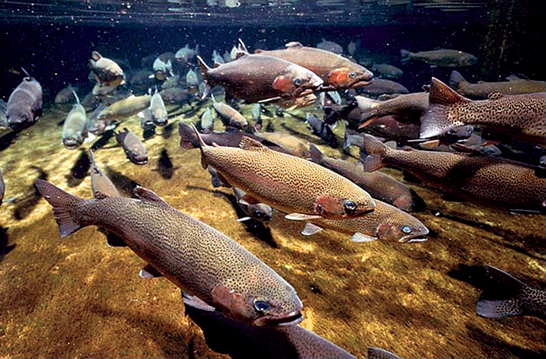
Remontée des saumons pour le frai (la reproduction), bief de Hanford, dans le fleuve Columbia, à proximité du réacteur H. Des chinooks bien plus nombreux et plus gros remontaient autrefois le fleuve, consommés par les populations amérindiennes autochtones (photo : DoE).

Une grande surface concernée par les activités militaires et industrielles a été fermée pour des raisons de confidentialité et de sécurité, mais seule une faible portion du site est effectivement utilisée.
Climatologie : Le climat est de type continental avec hivers froids et neigeux et étés chauds et secs (avec microclimat aride). Le Plateau central a subi de 1945 à 2001 en moyenne 5 tempêtes de poussières par an. En raison des risques de dispersion du panache de pollution en cas d'accident, il existe un réseau météorologique spécialement réservé au site, composé de 30 stations de surveillance à distance qui transmettent des données à la station de météorologique de Hanford par radiotélémétrie toutes les 15 minutes.
Hydrogéologie : Le site lui-même a fait l’objet d’un état des lieux hydrogéologique publié en 1953 par Newcomb & Strand sous l’égide de la Commission de l’énergie atomique des États-Unis, avec une mise à jour publiée 19 ans plus tard (1972) par les mêmes auteurs.
Écologie : Paradoxalement, deux réserves naturelles relativement vastes entourent presque le complexe atomique de Hanford, bien qu'il soit considéré comme l’un des sites les plus pollués des États-Unis (pour la décontamination duquel le gouvernement dépense environ 2 milliards de dollars par an, avec déjà 43 millions de m3 de déchets radioactifs et 130 millions de mètres cubes de sol contaminé et de débris récupérés, mais pour certains stockés dans des cuves qui fuient).
La zone de traitement des déchets est située au cœur d'un « plateau » intermédiaire couvert de buissons épars, lui-même situé au cœur d’une grande boucle du fleuve, et non loin (au sud-est) de la zone protégée du « Saddle mountain national Wildlife Refuge » (195 000 acres, créé en 1953 puis agrandie et devenue le « Hanford Reach National Monument » sous la présidence de Bill Clinton le 9 juin 2000, en lui adjoignant une nouvelle réserve naturelle (au sud-ouest) du complexe nucléaire qui se trouve de l'autre côté du fleuve, au Nord.
La radioactivité peut être très élevée, mais serait à ce jour actuellement surtout confinée au sous-sol et localement concentrée. Paradoxalement, bien que considéré comme l’un des sites les plus radioactifs des États-Unis pour le sol et probablement le sous-sol, en surface le site a joué le rôle d’une réserve naturelle, alors que l’agriculture industrielle a prospéré aux abords du fleuve au nord et au sud grâce aux progrès de l'irrigation ; sur le site de Hanford, le paysage est resté relativement représentatif, et constitue même la principale surface relictuelle d’écosystèmes intacts de steppe arbustive pour le Bassin de la Columbia.
La réserve naturelle de « Saddle Mountain », avec ses 43 espèces de poissons (dont des espèces menacée de truite et saumon), 40 espèces de mammifères (dont cervidés et coyotes), 246 espèces d’oiseaux, 4 espèces d’amphibiens, 9 de reptiles et plus de 1500 invertébrés d’intérêt patrimonial répertoriés, donne une idée de la richesse écologique de la région.

## Histoire du site de Hanford

### Avant le Complexe nucléaire de Hanford

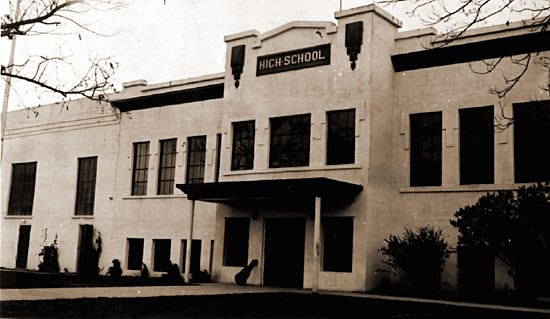
Le lycée de Hanford avant que les habitants ne soient chassés par la construction du site.

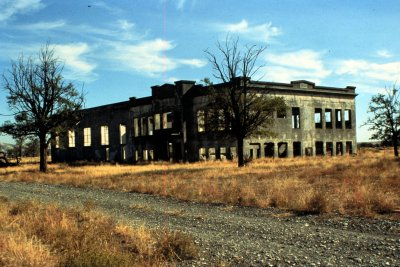
Le lycée de Hanford à l'abandon.

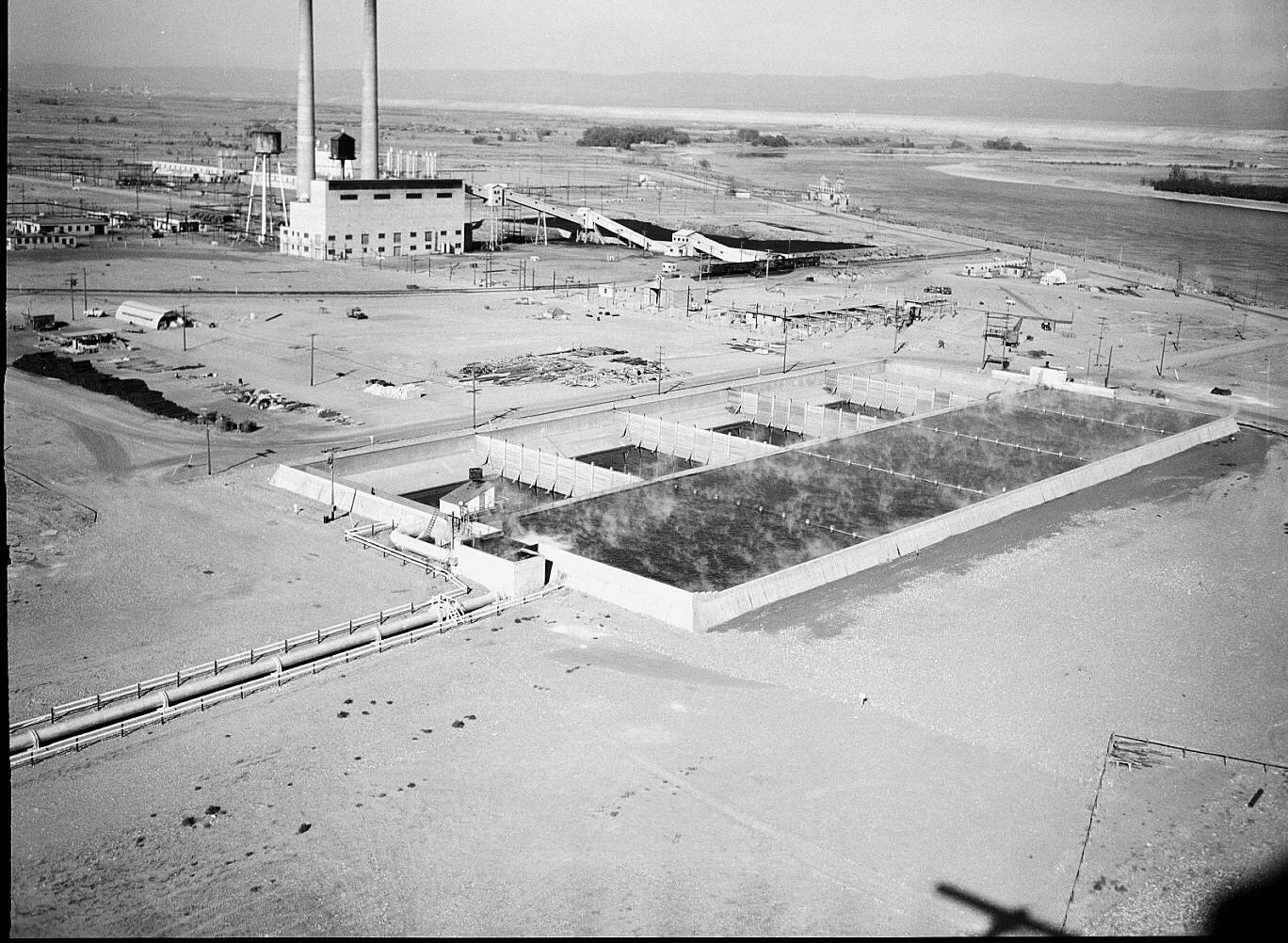
Bassin de rétention et de refroidissement des eaux du système de refroidissement du « réacteur F » du complexe nucléaire de Hanford avant rejet dans le fleuve Columbia.

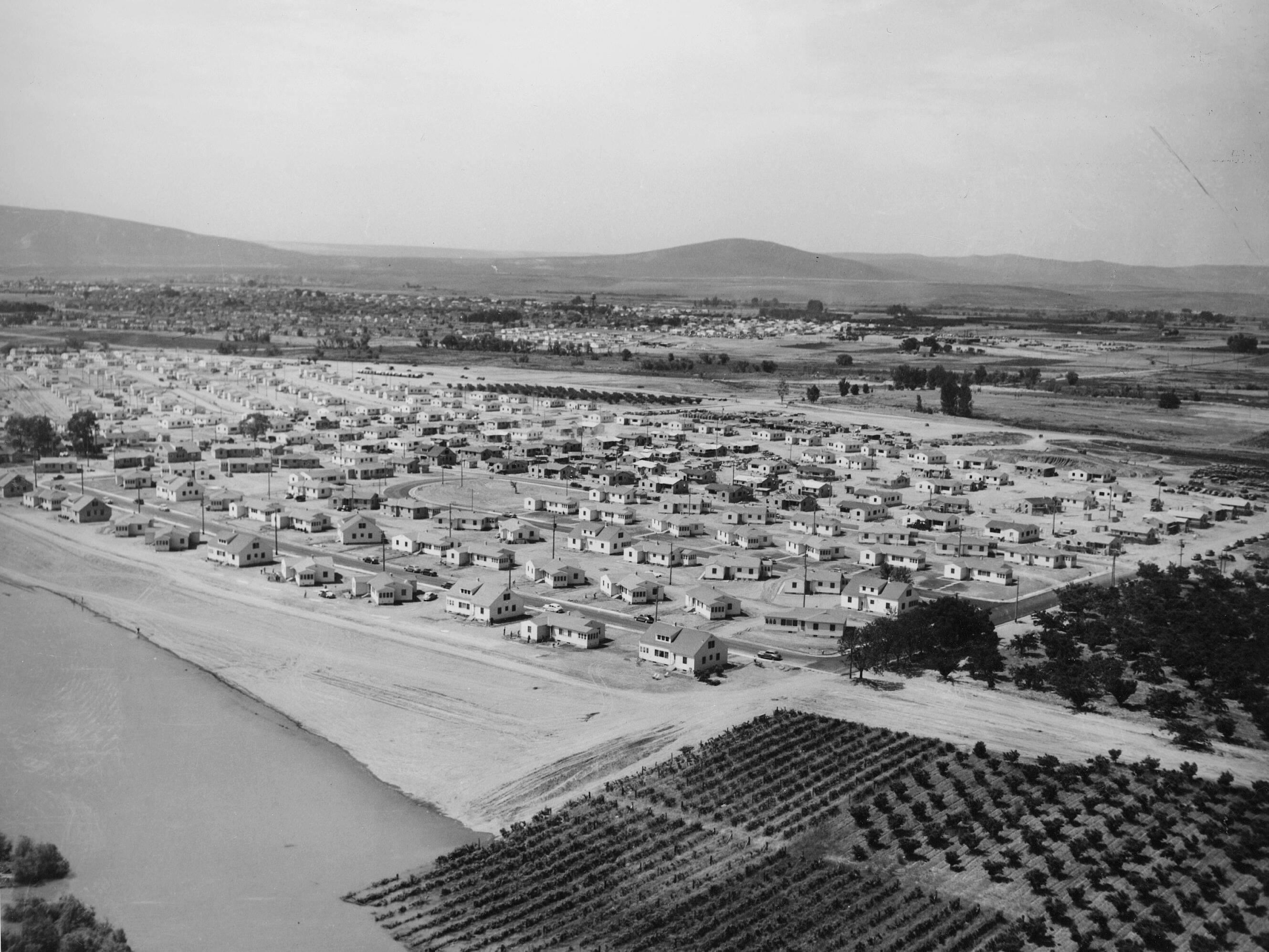
Débuts de la « ville-champignon » de Richland, construite par le gouvernement pour héberger une partie du personnel du complexe nucléaire de Hanford.

Selon les données archéologiques, le confluent des rivières Yakima et Snake et du fleuve Columbia a longtemps été un lieu de rencontre pour les peuples autochtones
Les traces archéologiques de campements amérindiens remontent dans cette zone à près de 10 000 ans. 
Les tribus et les nations Yakamas, Nez-Percés et Umatilla vivaient là de la chasse, de la pêche (notamment du saumon chinook et de la cueillette.
Les archéologues ont recensé une multitude de sites amérindiens incluant des "maisons semi-souterraines, des sites de chasse et de pêche et des complexes religieux" dont deux furent enregistrés dans le Registre national des lieux historiques en 1976.
Des Amérindiens ont vécu sur ce site jusqu'au XXe siècle, même quand des tribus furent transférées dans des réserves. Les Wanapums ne furent jamais envoyés de force dans des réserves et continuèrent à vivre le long du fleuve Columbia dans la zone des rapides de Priest jusqu'en 1943.
Ce secteur aride était encore occupé par plusieurs milliers d'Amérindiens lorsque Lewis et Clark passèrent en 1805. Les Européens-Américains commencèrent à s'installer dans la région vers 1860, initialement au sud des rapides de Priest. 
Ils établirent des fermes et des vergers soutenus par un réseau d'irrigation à petite échelle et par le chemin de fer avec des petits centres urbains à Hanford, White Bluffs et Richland.
À distance du fleuve, en raison de la sécheresse chronique, il semble qu'une grande partie du site n'était pratiquement plus habité quand il a été réquisitionné par le gouvernement. Il ne faisait pas l’objet de grandes cultures. Bien qu'il ait été plusieurs fois remodelé sur une vaste superficie, comme le montre l'imagerie satellitale, il reste caractérisé par un paysage sauvage et buissonneux où abonde la faune sauvage.

### Le projet Manhattan
Pour un article plus général, voir Projet Manhattan.
Durant la Seconde Guerre mondiale, le Comité consultatif pour l'uranium issu de l'Office of Scientific Research and Development (OSRD) lança un important programme de recherche sur le plutonium. Le contrat de recherche fut alloué au laboratoire de métallurgie de l'université de Chicago. À cette époque, le plutonium était un élément très rare qui venait juste d'être isolé dans le laboratoire de l'université de Californie à Berkeley. Les chercheurs de Chicago travaillaient sur la réaction en chaine de « piles » d'uranium dans le but de le convertir en plutonium. Le programme s'accéléra en 1942 lorsque le gouvernement américain s'inquiéta des progrès réalisés par les chercheurs allemands dans ce domaine.

### Choix du site
En septembre 1942, le Corps du génie de l'armée des États-Unis choisit le général de brigade Leslie Richard Groves pour diriger le projet Manhattan. Ce dernier devait entreprendre la réalisation de complexes industriels pour la fabrication d'uranium enrichi et de plutonium. Groves choisit l'entreprise DuPont pour la construction du complexe destiné à la production de plutonium. DuPont recommanda de réaliser ce complexe loin du complexe de production d'uranium à Oak Ridge. Le site idéal était décrit par ces critères :
- Un territoire vaste et isolé
- Une "zone de production dangereuse" d'au moins 19 × 24 km
- Une zone pour les laboratoires à au moins 13 km du réacteur ou de l'usine de séparation la plus proche
- Pas de villes de plus de 1 000 habitants à moins de 32 km du rectangle dangereux
- Pas d'autoroutes, chemins de fer ou d'habitations destinées aux travailleurs à moins de 16 km du rectangle dangereux
- Un approvisionnement important en eau pure
- Un approvisionnement important en électricité
- Le sol doit pouvoir supporter de lourdes charges.

En décembre 1942, Groves envoya son assistant le colonel Franklin T. Matthias et des ingénieurs de DuPont à la recherche de sites potentiels. Matthias rapporta que Hanford était idéal sur tous les aspects sauf pour les villes agricoles de White Bluffs et Hanford. Groves visita le site en janvier et établit le Hanford Engineer Works (HEW) sous le nom de code "Site W". Le gouvernement fédéral expropria et relogea rapidement les 1 500 habitants de Hanford, White Bluffs et d'autres villages ainsi que les Wanapums qui habitaient la zone.

### Débuts de la construction

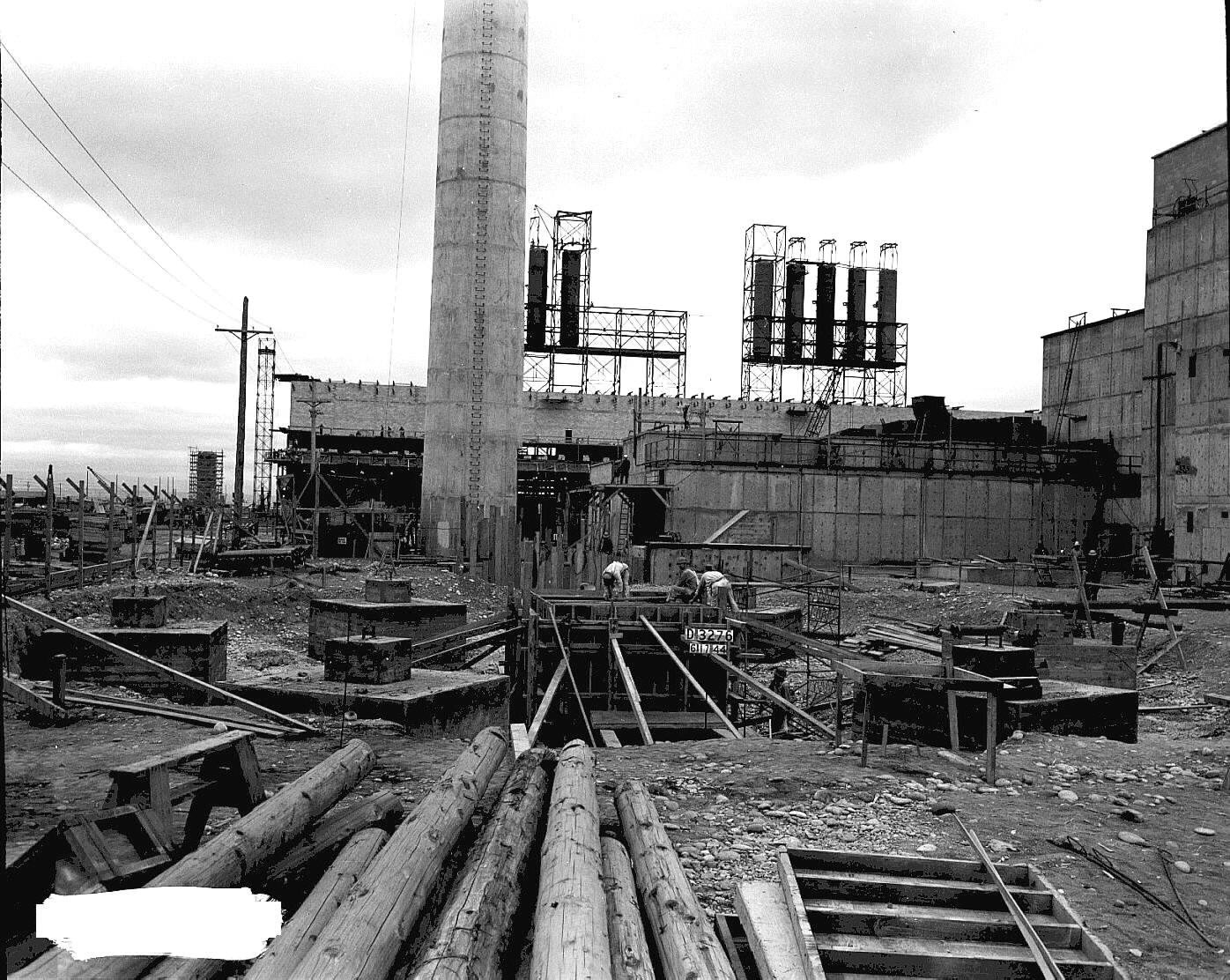
Le réacteur B en cours de construction (1944), destiné à produire du plutonium.

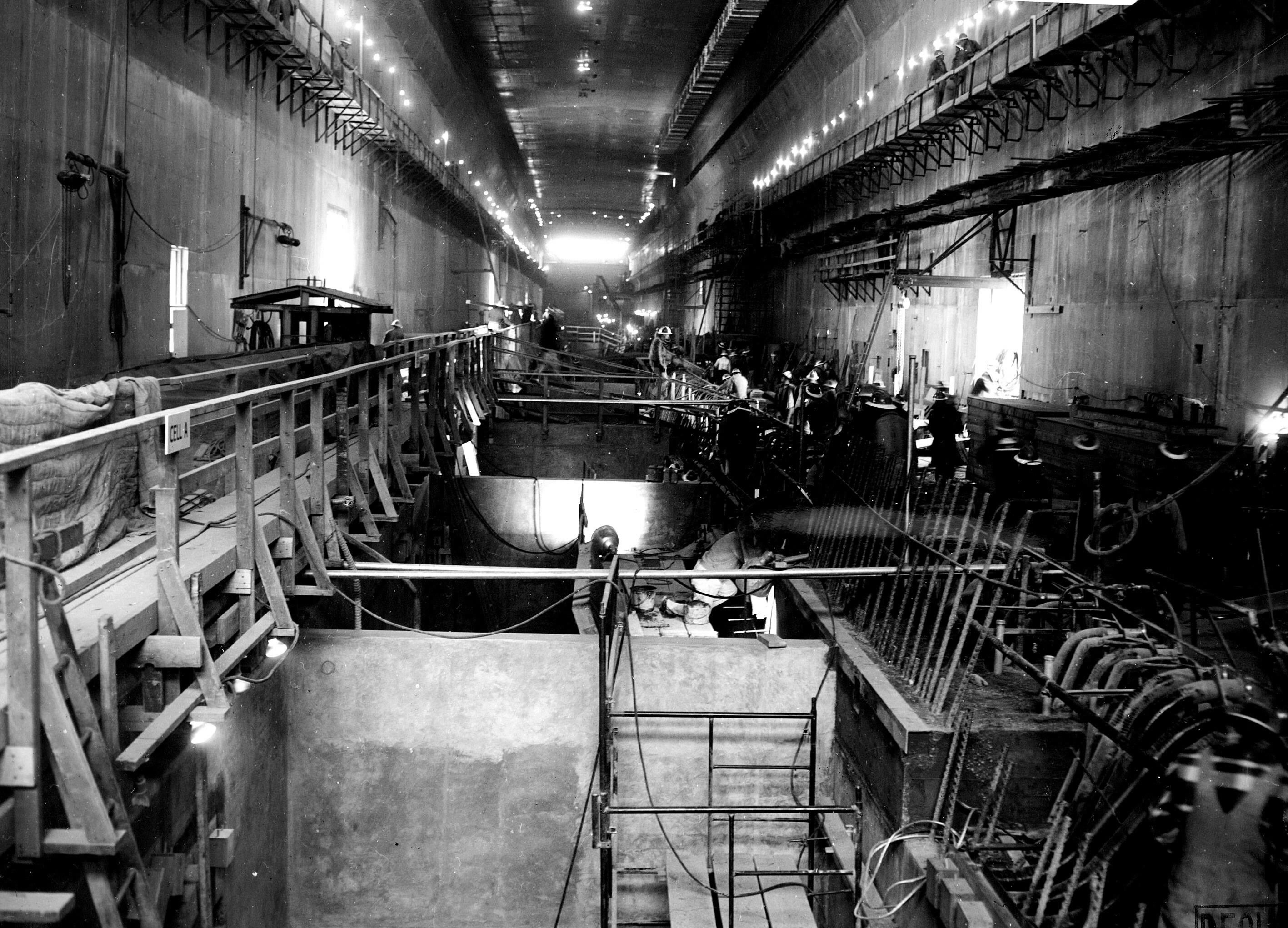
Vue intérieure de l'usine PUREX (Extraction et purification du plutonium).

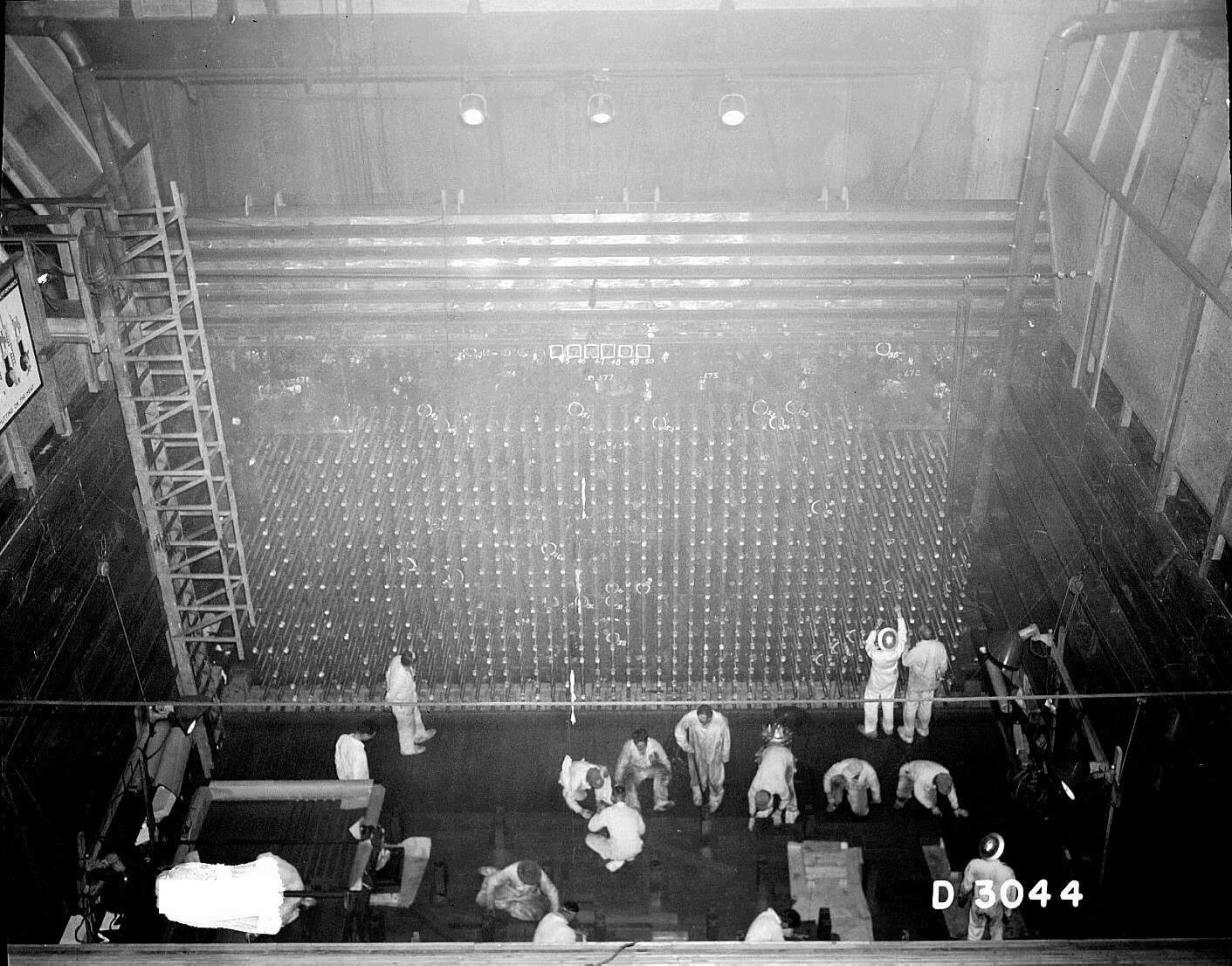
Ouvriers se tenant sur un élévateur, face au réacteur B.

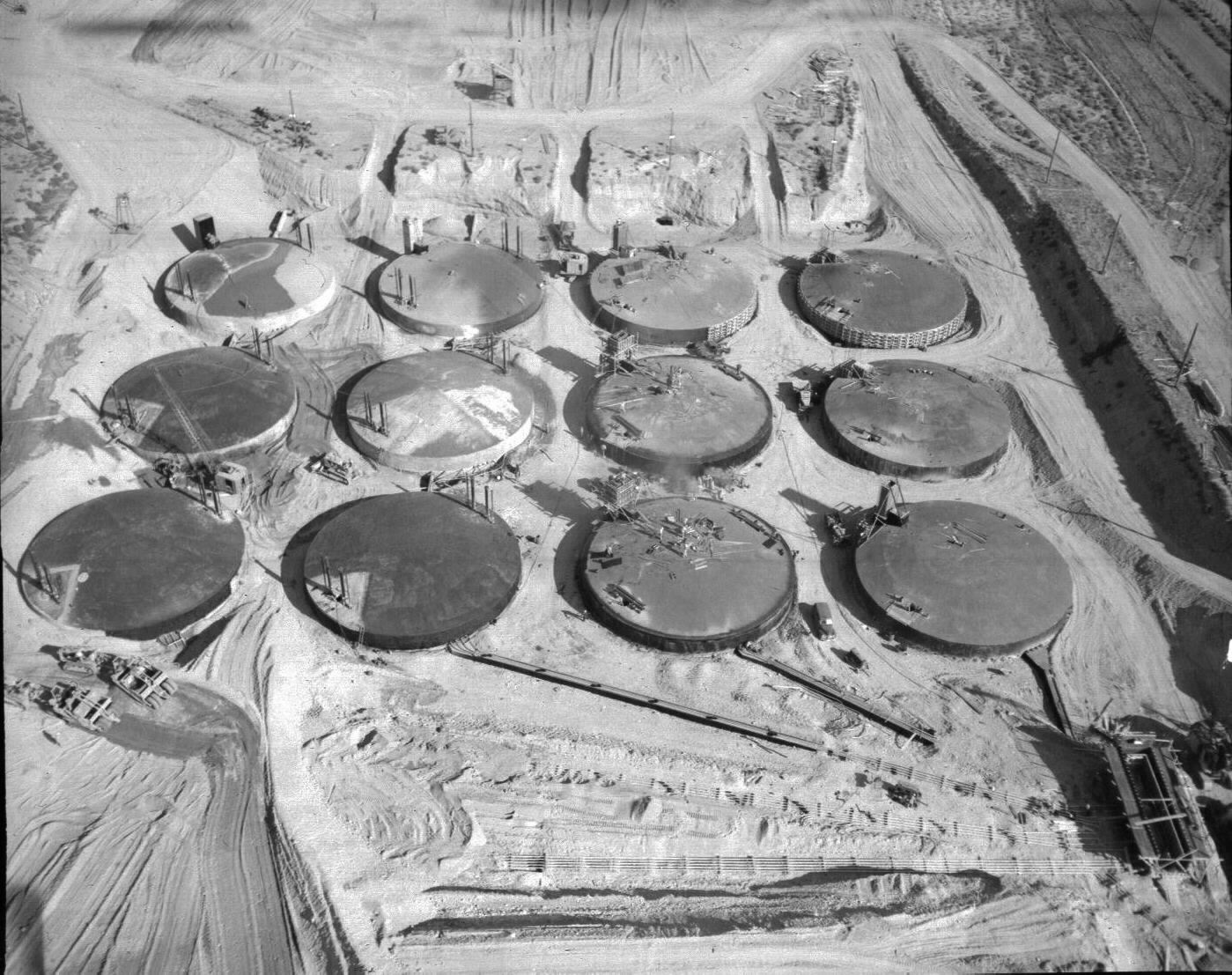
Partie d'une « Ferme de réservoirs souterrains » (Underground tank farm) montrant 12 des 177 réservoirs à simple paroi d'acier au carbone.

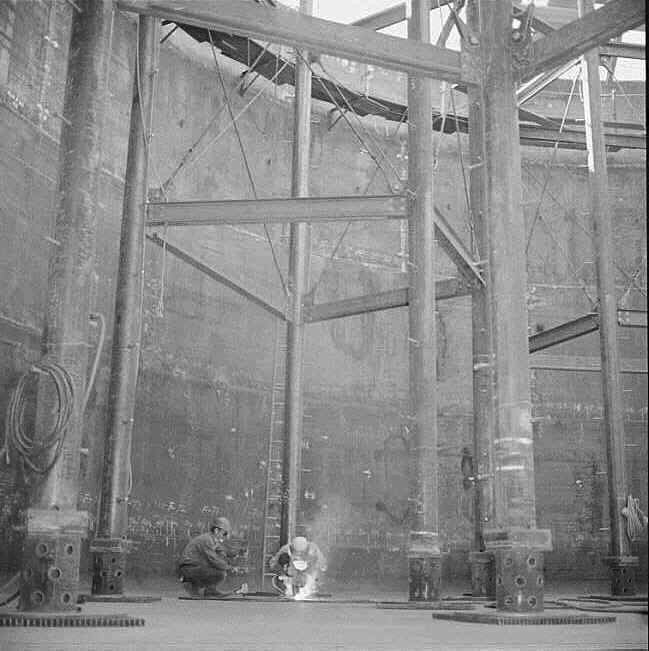
Construction de l'un des réservoirs de déchets liquides ou boueux hautement radioactifs, à parois d'acier au carbone « simple » (pas de double paroi).

Le HEW prit forme en mars 1943 et commença immédiatement l'énorme défi technique de la construction. Jusqu'à environ 50 000 ouvriers vécurent dans un camp près de l'ancienne ville de Hanford alors que les ingénieurs et le personnel administratif étaient plutôt logés près de l'ancien village de Richland. 
La construction du complexe progressa rapidement. En aout 1945, le HEW avait construit 554 bâtiments, dont les trois réacteurs nucléaires (105-B, 105-D et 105-F) et les trois unités de fabrication du plutonium, chacune mesurant 250 mètres de long.
Pour recevoir les déchets radioactifs issus du processus de séparation, le HEW bâtit aussi quatre « fermes de citernes » (Tank farms) composées de 64 citernes « simple coque » enterrées (241-B, 241-C, 241-T et 241-U). 
Le projet nécessita 621 km de routes, 254 km de voies ferrées et quatre centrales électriques. Le HEW utilisa 600 000 m3 de béton, 36 000 tonnes d'acier et couta 230 millions de dollars de 1943 à 1946.

### La production du plutonium
Le réacteur B (105-B) à Hanford fut le premier réacteur de grande taille destiné à la production de plutonium au monde. Il fut conçu et construit par l'entreprise DuPont, d'après un design expérimental d'Enrico Fermi, et fonctionnait avec une puissance de 250 MW. Le réacteur était modéré au graphite et refroidi à l'eau. Il était constitué d'un pavé en graphite de 8,5 m par 11 et long de 11 mètres pesant 1 200 tonnes. Ce dernier était traversé horizontalement par 2 004 tubes en aluminium. 180 tonnes d'uranium sous forme de lingots cylindriques longs de 7,5 cm et d'un diamètre de 2,5 cm étaient scellés dans les tubes d'aluminium et insérés dans le bloc de graphite. Le refroidissement nécessitait 2 000 litres d'eau par minute .
La construction du réacteur débuta en aout 1943 et fut terminée un an plus tard, en septembre 1944. Le réacteur atteignit sa masse critique à la fin septembre et produisit son premier gramme de plutonium le 6 novembre 1944. Celui-ci est produit lorsqu'un atome d'uranium 238 du combustible absorbe un neutron pour former un atome d'uranium 239. L'uranium 239 émet rapidement un rayonnement β pour former du neptunium 239, qui émet une nouvelle fois un rayonnement β pour devenir du plutonium 239. Les lingots irradiés étaient rapidement transportés par rail jusqu'à trois unités de séparations surnommées « canyons » situées à 16 km du réacteur. Une série de réactions chimiques séparaient la faible quantité de plutonium de l'uranium restant et des produits de fission. Ce premier lot de plutonium fut raffiné à l'usine 221-T du 26 décembre 1944 au 2 février 1945 et livré au Laboratoire national de Los Alamos le 5 février.
Deux réacteurs identiques, le D et le F, vinrent en service respectivement en décembre 1944 et en février 1945. À partir d'avril 1945, les cargaisons de plutonium arrivaient à Los Alamos tous les cinq jours et Hanford fournit rapidement assez de matière pour la bombe de l'essai Trinity et pour celle qui fut larguée sur Nagasaki. Tout au long de cette période, le projet Manhattan est demeuré top secret. Jusqu'à l'arrivée des nouvelles des bombardements atomiques, moins de 1 pour cent des travailleurs savaient qu'ils travaillaient sur un projet d'arme nucléaire Le général Groves nota dans ses mémoires : « Nous fîmes tout pour que chaque travailleur comprenne sa part de l'effort global, ça et rien de plus ».

### Innovations technologiques
Durant la courte durée du projet Manhattan, les ingénieurs de Hanford réalisèrent d'importantes avancées technologiques. Comme personne n'avait jamais réalisé de réacteur de cette taille auparavant, les scientifiques ne savaient pas vraiment quelle énergie thermique allait produire la réaction nucléaire. Pour assurer la meilleure productivité possible tout en maintenant une certaine sécurité, les ingénieurs de DuPont installèrent dans les réacteurs D et F, un système de réfrigération à l'ammoniac pour refroidir davantage la température de l'eau de la rivière avant son utilisation en tant que réfrigérant.
Les ingénieurs durent également se battre avec la gestion des déchets radioactifs que personne n'avait généré en aussi grande quantité. Une fois que les « canyons » commençaient à séparer les différentes molécules, les machines devenaient tellement radioactives qu'il était très dangereux de s'en approcher. Les ingénieurs durent donc mettre en place des moyens de remplacement d'éléments à distance. Ils créèrent donc un concept de cellule modulaire permettant de remplacer des composants par l'intermédiaire d'un opérateur dans une grue lourdement protégée contre les rayonnements. Cette technique permit l'utilisation pratique de deux technologies promises à un brillant avenir : le téflon pour les joints et la vidéosurveillance qui permettait à l'opérateur une manipulation plus simple.

### Durant la guerre froide

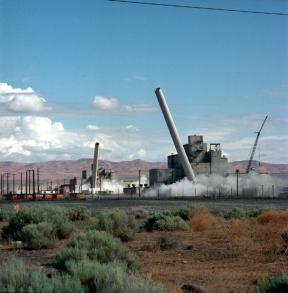
Mise hors-service du Réacteur D.

En septembre 1946, la compagnie General Electric prit en charge la gestion du site sous la supervision de la toute récente Commission de l'énergie atomique des États-Unis. En raison de la guerre froide, les États-Unis durent affronter une nouvelle menace avec la montée en puissance du programme nucléaire soviétique. En août 1947, le Hanford Works annonça le début de la construction de deux nouveaux réacteurs et le lancement de recherches sur de nouveaux processus de séparation. Avec cette annonce, le site entra dans une nouvelle phase d'expansion.
En 1963, le site de Hanford abritait neuf réacteurs nucléaires le long du Columbia, cinq unités de séparation sur le plateau central et plus de 900 bâtiments et laboratoires autour du site. De nombreuses modifications furent réalisées sur les trois réacteurs construits durant la guerre et plus de 177 citernes de stockage souterraines furent construites. Hanford atteignit son pic de production entre 1956 et 1965. Au cours des 40 années d'exploitation, le site a produit 57 tonnes de plutonium et a approvisionné la majorité des 60 000 ogives nucléaires de l'arsenal américain.

### La fin de l'exploitation
La plupart des réacteurs furent stoppés entre 1964 et 1971, avec une durée de vie moyenne de 22 ans. 
Le dernier réacteur, le réacteur N, continua à fonctionner : d'un côté il produisait de l'électricité pour alimenter le réseau civil via Energy Northwest et de l'autre il continuait à produire du plutonium pour les armes nucléaires. Il ne fut arrêté qu'en 1987.
Depuis lors, la plupart des réacteurs ont été recouverts d'un sarcophage de béton pour permettre à la radioactivité de décroitre et les structures alentour furent détruites et enterrées. Le réacteur B ne fut pas recouvert et est ouvert au public lors de visites guidées. Il se trouve sur le Registre national des lieux historiques depuis 1992 et certains historiens militent pour le convertir en musée,. Le réacteur B fut désigné comme National Historic Landmark par le National Park Service
| Nom du réacteur | Date de lancement | Date d'arrêt  | Puissance initiale (MWt) | Puissance finale (MWt) |
| --------------- | ----------------- | ------------- | ------------------------ | ---------------------- |
| Réacteur B      | septembre 1944    | février 1968  | 250                      | 2210                   |
| Réacteur D      | décembre 1944     | Juin 1967     | 250                      | 2165                   |
| Réacteur F      | février 1945      | Juin 1965     | 250                      | 2040                   |
| Réacteur H      | Oct 1949          | avril 1965    | 400                      | 2140                   |
| Réacteur D      | Oct 1950          | décembre 1964 | 250                      | 2015                   |
| Réacteur C      | novembre 1952     | avril 1969    | 650                      | 2500                   |
| Réacteur KW     | janvier 1955      | février 1970  | 1800                     | 4400                   |
| Réacteur KE     | avril 1955        | janvier 1971  | 1800                     | 4400                   |
| Réacteur N      | décembre 1963     | janvier 1987  | 4000                     | 4000                   |

### Maintien de certaines activités

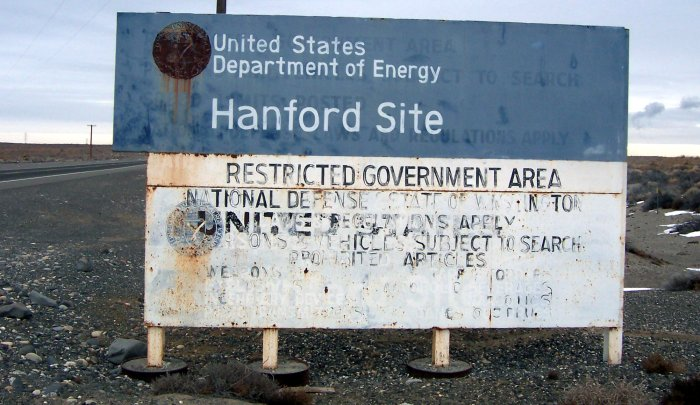
Panneau routier sur la route entrant dans le site de Hanford, indiquant que l'entrée est interdite par le département de la Défense.

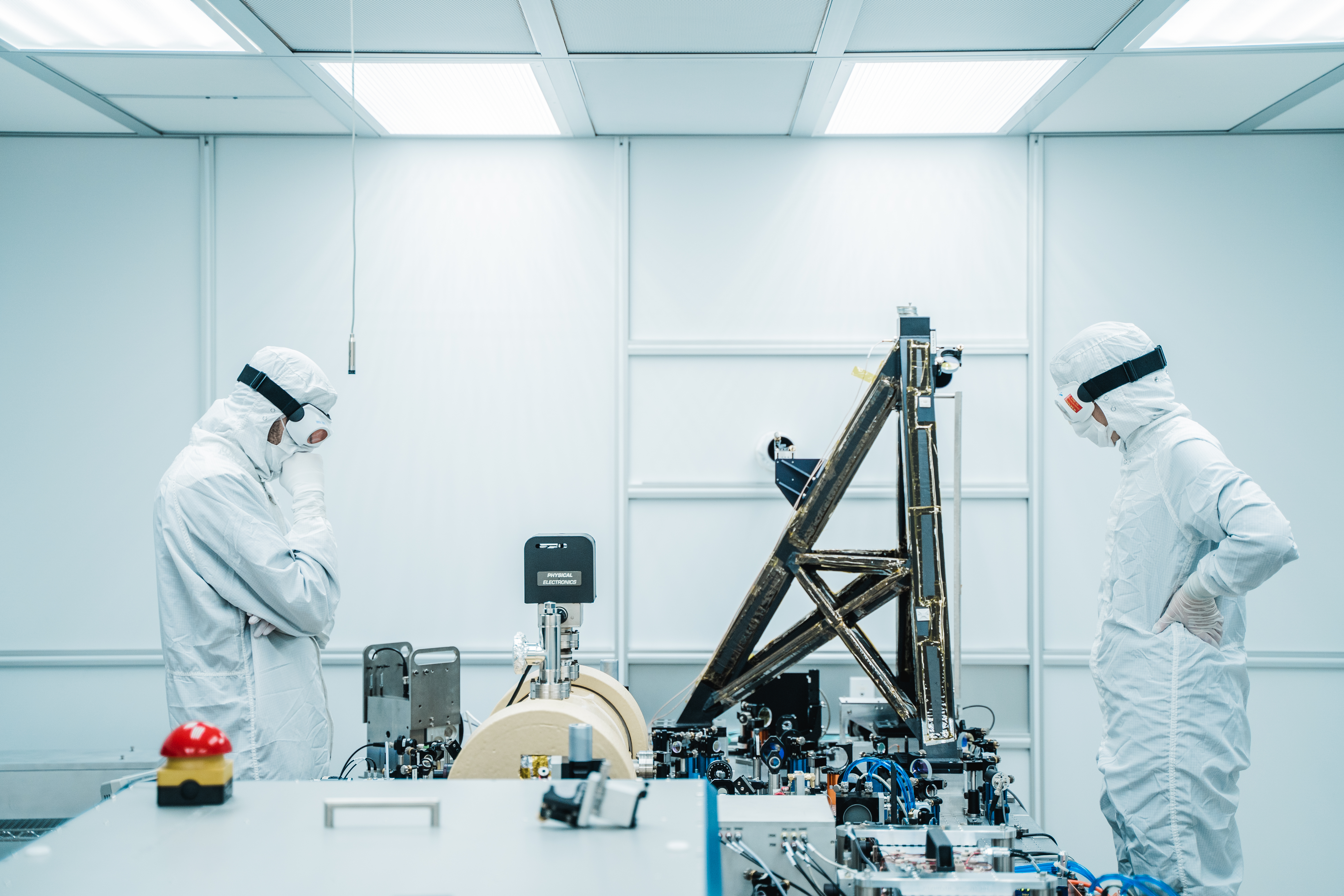
Scientifiques au travail dans le Ligo d'Anford. Ils réalisent une opération de maintenance sur le laser sensible aux ondes gravitationnelles en 2019.

Le département de l'Énergie des États-Unis assuma le contrôle du site à partir de 1977. Bien que l'enrichissement de l'uranium et la production de plutonium soient en baisse, le nucléaire a laissé une marque indélébile sur le territoire de "Tri-cities". Depuis la Seconde Guerre mondiale, le site est passé d'une modeste communauté de cultivateurs à un gigantesque complexe nucléaire. Des décennies d'investissements fédéraux ont créé un groupe de scientifiques et d'ingénieurs de très haut niveau. Ainsi, le site a pu se diversifier et inclure des sites de recherche et une centrale nucléaire commerciale.
Quelques complexes actuellement basés sur le site de Hanford :
- Le Pacific Northwest National Laboratory, dirigé par le département de l'Énergie américain et par le Battelle Memorial Institute
- Le Fast Flux Test Facility (en), un complexe de recherche en opération entre 1980 et 1992 (actuellement en arrêt)
- Le LIGO, un interféromètre de recherche sur les ondes gravitationnelles
- La centrale nucléaire Columbia, une centrale commerciale opérée par Energy Northwest

Une des activités les plus anciennes, et qui perdurera des milliers à millions d'années est le stockage de déchets chimiques et/ou hautement radioactifs solides ou liquides. 

Ces déchets proviennent principalement du complexe industriel et militaire lui-même, mais aussi d'autres sites .
Tourisme industriel : Le département de l'énergie et ses entrepreneurs organisent des visites du site, gratuites, sur réservation, et limitées aux citoyens américains de plus de 18 ans. En 2009, soixante visites de cinq heures étaient prévues.

### Projet de reconstruction rétrospective de doses
L'incomplétude ou l'indisponibilité d'une partie des archives du site font qu'on connaît mal la quantité de radioactivité diffusée sur le site ou à partir du site, de même que les éléments concernés.
À partir de nombreuses études de contamination du complexe et de son environnement proche, un projet de « reconstruction rétrospective de doses individuelles et collectives » reçues via la contamination environnementale, dit « HEDR » (pour « Hanford Environmental Dose Reconstruction Project » ) a été initié avec les CDC en 1987 à la demande d’un panel d’experts chargés de travailler sur les impacts environnementaux et sanitaires du complexe dans le cadre du projet Hanford Health Effects Review (HHER)

## Conversion du site (en «ERDF») et nouvelles capacités de stockage
En 1996, la principale activité du site pour le futur devient le traitement des déchets radioactifs produits par le complexe nucléaire lui-même, qui depuis ses débuts a été enrichi de neuf réacteurs nucléaires et de cinq complexes de traitement du combustible usé. Le stockage se fera dans le cadre de l'ERDF (Environmental Restoration Disposal Facility), sous l'égide de l'EPA et non plus directement sous l'autorité du DoE ou du département de la Défense ; Pour stocker ces déchets et déstocker/restocker dans de meilleures conditions d'anciens déchets mal enfouis ou mal entreposés, une vaste zone est réservée au nouveau stockage souterrain de déchets, au cœur du plateau central du site de Hanford, dans l'une des zones les plus arides.
Concernant la méthode d'enfouissement, l'ERDF gère les déchets solides ou inertés à la manière d'une décharge de classe I en France, en les stockant dans des zones d'enfouissement dites « cellules » ; Ces cellules, rectangulaires sont construites par paires ; chacune mesurant 70 pieds de profondeur, et couvrant (au fond) une surface de 500 pieds sur 1 000 pieds à la base, de quoi accueillir - après la pose de plusieurs couches de matières plastiques et membranes d'étanchéité - 2,8 millions de tonnes de déchets par paire de cellules. Quand la cellule est pleine, elle est recouverte de terre « propre » stabilisée par un « fixateur du sol » pour limiter le risque d'érosion éolienne et hydrique. De plus, des études sont en cours pour estimer les évolutions futures du climat dans la région. 

Des drains sont disposés au sein des couches de déchets et au fond des cellules pour recueillir les lixiviats afin de les traiter. Après traitement, le liquide résiduel est considéré comme assez propre pour être renvoyé dans l'environnement.
En 2013, grâce à l'ajout des super-cellules n° 9 et 10, la capacité de stockage de déchets solides ou vitrifiés (pour le futur) de l'ERDF a été portée à 18 millions de tonnes. Les cellules de réception des déchets occupent une surface d'environ 107 acres et d'autres pourront être construites au fur et à mesure des besoins ; La surface disponible sur le site permet de créer de nombreuses cellules.
Fin 2012, selon le DoE, plus de 14 millions de tonnes de matériaux contaminés avaient déjà été officiellement enfouies dans l'installation ERDF. À titre de comparaison, ce serait l'équivalent de 400 000 camions de 35 t, qui formeraient une file de 66 000 km, soit environ 1,6 fois le tour de la Terre s'ils étaient mis en file en se touchant les uns les uns contre les autres. À ces déplacements, il faut ajouter les mouvements des bulldozers, presque incessants depuis plus de 50 ans. De 1996 à 2012 (c'est-à-dire depuis le début des transferts de déchets vers les nouvelles cellules), les compteurs des camions transférant les déchets de différentes partie du site aux cellules de décharges avaient déjà enregistrés 12 000 000 miles, soit 19 312 000 km). Sachant qu'en Amérique du Nord en 2005, le taux de consommation de diesel des camions moyens et lourds était respectivement de 26,6 L/100 km et de 35,1 L/100 km, l'empreinte carbone du démantèlement de ce site sera importante.
Les réacteurs nucléaires de l'United States Navy provenant des bateaux retirés du services sont découpés et placés dans des containers à haute intégrité d'une durée de vie de 300 ans dans la tranchée 94 depuis 1990. 136 containers sont visible en décembre 2023, une cinquantaine devant s'ajouter d'ici 2043.
Remarque : Outre les déchets radioactifs, des produits chimiques utilisés pour la purification du plutonium, pour divers processus de production ou pour la décontamination sont également présents, de même que de l'amiante simple  autrefois fréquemment utilisé dans ce type d’installations. Les nouvelles « cellules » ne permettent toutefois pas de recueillir les déchets liquides qui continuent à fuir des cuves à paroi

## Aspects environnementaux et sanitaires

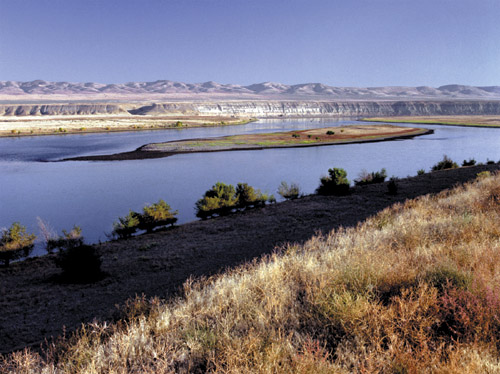
Le Hanford Reach dans le lit du fleuve Columbia, où la radioactivité fut libérée de 1944 à 1971.

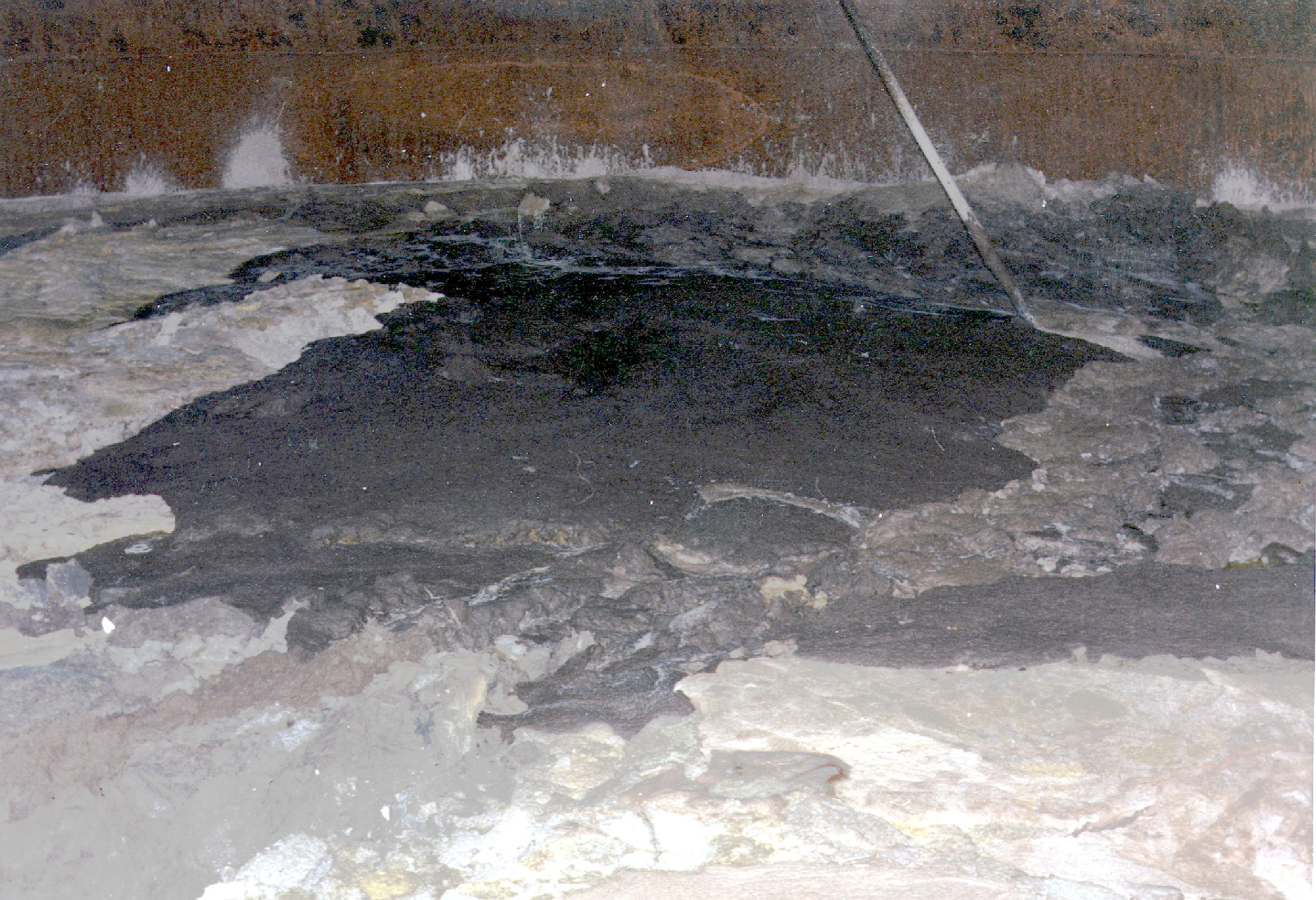
Image (1989) de la surface des déchets de la citerne 101-SY (boue radioactive transférée dans le réservoir à double paroi no 101) ; l'apparence et la nature chimique du déchet varie pour chaque cuve, selon façon dont les déchets ont été générés puis traités (déshydratation, décontamination par élimination des radionucléides...) et mélangés.

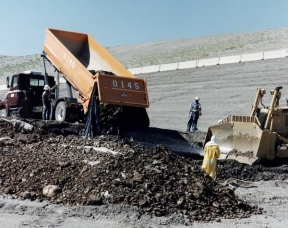
Inauguration du centre de traitement des déchets radioactifs ERDF (Environmental Restoration Disposal Facility), en 1996.

Ils concernent l'eau, l'air et le sol, ainsi que les écosystèmes, et probablement la santé des employés du site et celle des habitants de la région. Ils ont varié dans le temps, diffèrent selon les parties du site et ne sont sans doute pas terminés comme en témoignent de nouvelles fuites découvertes ou annoncées en 2015.

### Impacts sur l'air
Le processus de séparation du plutonium a été source de rejets d'isotopes radioactifs dans l'air (Iode notamment) qui furent transportés par le vent jusque dans certaines zones de l'Idaho, du Montana et de la Colombie-Britannique. 
De nombreuses populations furent touchées par ces radio-isotopes (l'iode 131 notamment dont les rejets les plus importants eurent lieu entre 1945 et 1951. La plupart de ces rejets aériens faisaient partie de la routine des opérations du site de Hanford. Des dégagements plus importants eurent lieu lors d'accidents isolés. Ainsi, en 1949, un rejet intentionnel connu sous le nom de Green Run libéra 8 000 curies d'iode 131 en deux jours.
Via la dispersion et les retombées aériennes, ces radio-isotopes contaminèrent la chaîne alimentaire et indirectement les populations qui se nourrissaient de produits locaux. Une partie de ces produits ont été lessivés vers la nappe ou le fleuve Columbia.

### Impacts sur l'eau
Pollution thermique : un énorme volume d'eau du fleuve Columbia était nécessaire pour dissiper la chaleur émise par les réacteurs nucléaires. De 1944 à 1971, le système de refroidissement aspirait l'eau de la rivière et la rejetait après son utilisation dans le réacteur. Avant de la rejeter dans la rivière l'eau était stockée dans de grands bassins de rétention pendant six heures.
Pollution radioactive : Le bref stockage de l'eau dans les bassins temporaires était surtout destiné à le refroidir un peu, car les isotopes radioactifs à longue durée de vie ne sont pas affectés par cette rétention et des milliards de becquerels étaient rejetés chaque jour dans la rivière.
Ces rejets furent longtemps gardés secrets par les autorités fédérales, mais une radioactivité fut ensuite détectées le long des cotes de l'Oregon et de l'État de Washington.
La distribution des radio-isotopes dans le bassin du Columbia avait fait l’objet d’une première étude publiée en 1954, qui permit un suivi de l’évolution de la radioactivité, et des teneurs saisonnière en certains éléments dans les sédiments (ex : étude faite en 1962, mais publiée en 1964 qui a notamment concerné le secteur alors dit « Hanford project »).
Le poisson pêché dans le fleuve Columbia a été durant plusieurs décennies une source contaminante qui a très fortement touché les populations amérindiennes, car le poisson constitue la base de leur alimentation. Un rapport gouvernemental publié en 1992 rapporte que près de 685 000 curies d'iode 131 ont été libérés entre 1944 et 1947.
Pour les effluents et déchets liquides non dangereux et non radioactifs liquides, le site de Hanford dispose maintenant d'une usine de traitement (TEDF), reliée par plus de 12 miles de tuyaux en polychlorure de vinyle à diverses installations proches de l'Est de la zone 200 du site de Hanford. Sa capacité de traitement et son autorisation de rejet étaient en 2012 de 2 milliards de litres par an.

### Impacts sur les sols et le sous-sol
Peu de publications récentes concernent ces impacts.
Un état des lieux hydrogéologique a été publié en 1953 par Newcomb & Strand sous l’égide de la Commission de l'énergie atomique des États-Unis, avec une mise à jour publiée 19 ans plus tard (1972) par les mêmes auteurs.

### La prise de conscience
À partir des années 1960, les scientifiques de l'United States Public Health Service ont commencé à publier des rapports sur la radioactivité libérée par le site de Hanford, ce qui provoqua la colère des services de santé de l'Oregon et de l'État de Washington.
En février 1986, sous la pression des citoyens, le département de l'Énergie publie 19 000 pages de documents auparavant inaccessibles sur les opérations du site nucléaire. 
Une association de citoyens « Hanford Health Information Network » (HHIN) rendit également public des rapports sur les effets sanitaires des opérations de Hanford.
Le HHIN conclut que la radioactivité libérée avait grandement aggravé le risque de cancers et d'autres maladies (on parlait à l'époque de la « maladie des rayons » ; 2 000 personnes de la région intentèrent un recours collectif envers l'État fédéral, via un procès qui n'est toujours pas terminé.

### Une typologie et une estimation quantitative des déchets plus ou moins bien connues
Selon le DoE, elle est très variée, allant de pièces d'équipement ou de réacteur cassées à des combustibles nucléaires en passant par des outils et vêtements contaminés par des employés qui les ont utilisés lors des activités de production de plutonium.
Sous l'égide du département de la Défense, les déchets solides ont été enterrés dans le sol dans des fosses ou en tranchées couvertes, pour certains conditionnés dans des fûts en acier, pour d'autres dans des caisses de bois et pour d'autres en vrac, sans aucun conditionnement. Selon l'époque où les déchets ont été enfouis, les dossiers de suivi peuvent avoir été ou non très précis sur ce qui a été enterré et où cela l'a été.
Selon le DoE toujours, « Outre les millions de tonnes de déchets solides produits, des centaines de milliards de gallons (sic : hundreds of billions of gallons of liquid waste ) de déchets liquides ont aussi été généré durant la période (46 ans) de production de plutonium. Ces déchets liquides ont été éliminés en les versant sur le sol ou dans des tranchées ou dans des bassins de rétention. Des Déversements accidentels de liquides ont également eu lieu ».
Les déchets liquides issus du processus d'extraction du plutonium à partir des barres de combustible d'uranium irradié, hautement radioactifs, ont été stockés dans des réservoirs souterrains ; et « comme dans le cas des déchets solides, alors que certains dossiers décrivent avec précision les types de déchets liquides qui ont été générés et où ils sont partis, quelques-uns des déversements et le volume des déversements ne sont simplement pas documentés ».

### L'ère du «nettoyage» (restauration, renaturation)

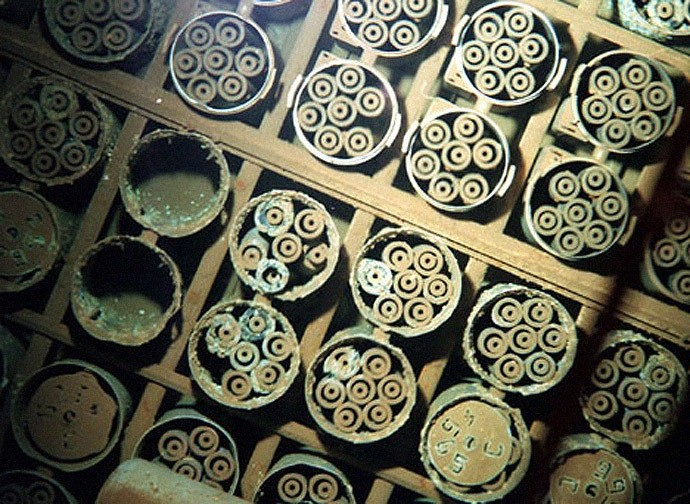
Combustible irradié stocké dans l'eau, sans protections, dans le bassin est.

Concernant les seuls déchets radioactifs solides, l'inventaire mis à jour en 2001 (encore incomplet) avait connaissance de stocks des radionucléides suivants :
- Tritium
- Produits d'activation
  - Carbone 14
  - Manganèse 54
  - Fer 55
  - Cobalt 60
  - Nickel 63
- Produits de fission
  - Strontium 90
  - Yttrium 90
  - Technétium 99
  - Rhodium 106
  - Ruthénium 106
  - Iode 129
  - Césium 137
  - Baryum 137
- Actinides
  - Uranium 233
  - Uranium 234
  - Uranium 235
  - Uranium 236
  - Uranium 238
  - Plutonium 238
  - Plutonium 239
  - Plutonium 240
  - Plutonium 241
  - Plutonium 242
  - Américium 241
  - Curium 244

Parmi les déchets solides, la part « moyennement radioactive » de ces déchets correspondait (pour l'inventaire 2001, qui est appelé à grandir) à un total 254 000 curies (rappel 1 Ci = 37 GBq).
L'environnement du site de Hanford abrite encore des espèces autrefois utilisées par les tribus indiennes autochtones comme aliments et médicaments et abrite des lieux sacrés importants pour les cultures tribales. Les tribus espèrent pouvoir dans le futur réutiliser ces ressources en toute sécurité dans un environnement redevenu propre et sain 
Le 25 juin 1988, le site de Hanford fut divisé en quatre secteurs et intégré sur la liste des priorités nationales.
Le 15 mai 1989, le département de l'Écologie de l'État de Washington, l'Agence de protection de l'environnement des États-Unis et le département de l'Énergie signèrent un accord qui fournit un cadre légal au nettoyage du site. 
Les agences concernées s'engagent dans le plus grand chantier de nettoyage au monde. Elles doivent affronter de nombreux problèmes techniques, politiques, financiers et culturels qui s'entremêlent. 
L'effort de nettoyage est centré sur trois objectifs : 
1. Remettre en état le lit du fleuve Columbia,
2. transformer le plateau central en un vaste centre de traitement (« Plateau Remediation »[70] )
3. sécuriser le stockage de déchets et préparer l'avenir à long terme[71]. Le nettoyage est dirigé par le département de l'Énergie sous le contrôle des deux autres agences. Dans les dernières années, le gouvernement fédéral a dépensé deux milliards de dollars par an pour la réhabilitation du site. 11 000 ouvriers travaillent sur le site pour nettoyer les bâtiments et le sol. Le nettoyage devait au départ durer 30 ans mais en 2008, seule la moitié des travaux avaient été effectués[72]. Sur les quatre secteurs listés comme superfund, un seul a été entièrement réhabilité[73].

En 2008, La plupart des rejets importants ont cessé (pour la plupart avec l'arrêt du site dans les années 1970), mais de larges zones restent très contaminées et certaines cuves fuient. 

En juin 2008 le DOE a confie par contrat la gestion du programme d'assainissement et du démantèlement des cuves souterraines de stockage de déchets chimiques et radioactifs du site de Hanford (État de Washington) à la société WRPS (Washington River Protection Solutions, LLC) laquelle confie au groupe français AREVA les tâches de « construction et d'exploitation qui permettront d’entreposer, reprendre et traiter les déchets, et de démanteler le centre de stockage » .
En 2013, la majorité des déchets les plus dangereux auraient été traités mais il reste des inquiétudes sur une possible contamination des eaux souterraines en aval du fleuve Columbia. La santé et la sécurité des travailleurs restent également un sujet de préoccupation. La décontamination a pris beaucoup de retard, son échéancier ayant même été repoussé à 2019, entretenant le site d'Hanford dans un état qui en fait l’un des sites les plus pollués de tous les États-Unis.
Les pompiers et décontaminateurs peuvent se former et s'entraîner dans un centre spécialisé situé au sud de la zone de Hanford au centre d'entrainement et de formation "Volpentest HAMMER Training Facility.

### L'usine de vitrification
Cette usine de 65 hectares est encore en cours de construction (Waste Treatment & Immobilization Plant Project) sous l'égide du DoE et de son principal contractant : Bechtel National, Inc.
C'est la première installation de cette taille affectée au traitement des déchets chimiques et capable à la fois de séparer des déchets radioactifs liquides et solides et de les traiter jusqu'à la production de déchets solides et stables (vitrifiés) pour un stockage permanent plus sûr. 
Elle devra traiter et stabiliser la majorité 56 millions de litres de déchets radioactifs et chimiques accumulés sur le site depuis le début de l’Ère atomique et en particulier lors de la Seconde Guerre mondiale et de la guerre froide.
Sa construction a pris beaucoup de retard, mais selon le DoE au 2013-02-17 : « 63 % du projet était achevé, avec plus de 3000 employés consacrés à sa construction et à la préparation des opérations ; la conception de l'installation sera terminée d'ici à 2013, et la construction sera terminée à peine trois ans plus tard, en 2016 pour un début de fonctionnement (...) En 2019, toutes les installations et systèmes seront pleinement opérationnels et le processus de vitrification des déchets des cuves de stockage pourra commencer ». Le principe est d'insérer les déchets radioactifs déshydratés dans une matrice de verre fondu à 2 100 °F puis refroidi dans des conteneurs en inox qui pourront être éliminés de façon plus sécurisée. Les déchets les plus dangereux seront enterrés et suivis dans un référentiel national. Les déchets à faible durée de vie pouvant être éliminés dans des installations d'élimination intégrées (Integrated Disposal Facility) dans le complexe de Hanford.
L'urgence est de traiter les déchets contenus dans les « fermes de cuves souterraines » dont une partie des cuves d'acier et béton fuient déjà ou risquent le plus de fuir. Au moins l'une des cuves à double paroi fuie aussi.
Les déchets de faible activité seront isolés, principalement sous forme liquide puis déshydratés et vitrifiés dans une unité spéciale dite Low- Activity Waste Vitrification Facility. Ils seront ensuite stockés (en conteneurs d'inox de sept pieds de hauteur et quatre pieds de diamètre, de plus de sept tonnes chacun).
Les déchets de haute activité (DHA), beaucoup plus dangereux et émissifs, principalement sous forme solide, seront traités dans une unité spéciale de vitrification (High-Level Waste Vitrification Facility), puis stockés dans des conteneurs en inox de 15 pieds de haut, deux mètres de diamètre, pesant près de quatre tonnes.
Les processus de vitrification des déchets de haute et de faible activité sont fondamentalement les mêmes, mais ils nécessitent des conditions différentes de sécurité, ce qui explique que deux bâtiments seront consacrés au traitement des déchets faiblement et hautement et moyennement radioactifs, chacun plus long qu'un terrain de football (300 m) et haut d'au moins six étages (90 pi).
Les déchets seront conduits à l'usine via des tunnels souterrains de transfert sécurisés par un système de doubles conduites dite « tuyau dans tuyau » (pipe in pipe), le système étant doté de capteurs pour détecter d'éventuelles fuites de matériaux radioactifs durant le transfert. 
Ces déchets passeront d'abord par le bâtiment de prétraitement, la plus vaste des installations de ce complexe, équivalente en taille à 1 ½ terrains de football en longueur (540 pieds) et plus de 70 mètres de large (215 pi), et douze étages de hauteur (120 pieds) pour un espace de travail et manipulation de 13,9 millions de pieds cubes qui devrait contenir un réseau complexe de plus de 100 miles de tuyauterie. Après ultra-filtration, séparation par échange d'ions et déshydratation et éventuelle transformation chimique les déchets de faible activité seront séparés du flux alors que les déchets hautement radioactifs seront orientés vers la vitrification.
Via l'étude d'environ 10 000 échantillons/an, le laboratoire d'analyse intégré à l'usine (le Lab) s'assurera que la vitrification s'est bien déroulée et satisfait à toutes les normes et exigences réglementaires. C'est lui aussi qui déterminera, selon la nature du déchet, les proportions correctes de déchets et des matériaux qui doivent former la matrice de verre à mélanger pour que ce déchet soit au mieux piégé. Une « recette » adaptée à chaque déchet doit produire un déchet vitrifié répondant aux normes. Pour les déchets à faible activité (LAW ou Low-Activity Waste), le mélange devrait être d'environ 20 % des déchets et de 80 % d'additifs de vitrification ; pour les déchets hautement radioactifs (High Level Waste), la recette variera entre 30 % et 70 % d'additifs selon le type de déchet. Au fur et à mesure des retours d'expérience, le laboratoire contribuera à améliorer le process de vitrification par les « ajustements nécessaires pour que tous les déchets aient des propriétés cohérentes et répondent aux normes et exigences réglementaires ».

### Les problèmes des citernes souterraines de déchets de haute activité
Le site contient 710 000 m3 de déchets solides plus ou moins profondément enfouis, en partie à déstocker et retraiter ou stocker dans de meilleures conditions, mais le défi le plus important et le plus urgent du site de Hanford semble être devenu la stabilisation des 53 millions de « gallons » de boues et liquides hautement radioactifs (204 000 m3, soit un volume équivalent à plusieurs dizaines de piscines de taille olympique).

Ces déchets sont aujourd'hui stockés dans 177 citernes souterraines dont la plupart ont depuis longtemps dépassé leur durée de vie prévue (de 20 ans),.
En 1998, le New York Times révèle qu'environ un tiers de ces cuves présentent ou ont présenté des fuites avec relargage de polluants chimiques et/ou radioactifs dans le sol.
En 2005-2008, la plupart des déchets liquides hautement radioactifs avaient été transférés des citernes qui fuyaient ou menaçant de fuites vers des citernes plus sûres (à double parois) ; Cependant il reste 10 600 m3 de déchets liquides et 100 000 m3 de boues radioactives stockées dans les citernes à simple paroi. L'âge de ces cuves fait craindre de nouvelles fuites, malgré des travaux de stabilisation et transfert de déchets de cuves fuyant vers de nouvelles cuves à double paroi (terminés ou réalisés en 2005).
Ces déchets devaient être traités d'ici 2018 mais, en raison de divers retards et en partie de l'insuffisance du budget affecté, la clôture des opérations a été reportée à 2040.
Conformément à un accord tri-partite, les déchets de faible activité sont et seront enterrés dans de larges fosses. Le stockage du plutonium et des autres déchets de haute activité posent cependant d'épineux problèmes ; le plutonium a une demi-vie de 24 100 ans et dix demi-vies sont nécessaires pour qu'un déchet soit considéré comme sans danger. 
Le département de l'Énergie, avec AREVA et l'entreprise Bechtel sont actuellement en train de construire un centre de vitrification sur le site de Hanford pour un coût estimé à environ 12 milliards de dollars mais qui pourrait augmenter. Ce procédé permet de fondre les déchets radioactifs dans une matrice vitreuse qui les rend plus stables. En raison d'une série de retards, cette usine devrait être opérationnelle en 2019, ce qui permettrait, si l'usine fonctionne normalement de terminer la vitrification vers 2047 soit (avec plus de 20 ans de retard sur le calendrier initial),.
En mai 2007, l'État et les responsables fédéraux ont mené des négociations à huis clos sur la possibilité d'allonger les délais pour la vitrification des déchets pour se concentrer sur les opérations les plus urgentes comme le nettoyage des eaux souterraines. Ces discussions bloquèrent en octobre. Au début de l'année 2008, une réduction de 600 millions de dollars du budget du nettoyage fut proposée. Les autorités locales exprimèrent leur inquiétude sur cette baisse, sur l'allongement des délais et sur les récentes défaillances de la sécurité sur le site et menacèrent d'attaquer en justice le département de l'Énergie pour violation des lois sur l'environnement. Finalement, elles retirèrent leur menace et les négociations purent reprendre.

## État des lieux en 2013
Alors que 56 millions de gallons sont stockés dans 177 réservoirs souterrains à paroi simple, pour la plupart construits dans les années 1940 à 1950 et dans 28 cuves à double coque plus récentes (construites de 1968 à 1986), probablement environ un million de gallons (soit presque 4 millions de litres ou 4 000 m3 de boues et liquide radioactif, ou à titre de comparaison l’équivalent de plus de 110 grands camions-citerne chargés de 35 t de boue ou liquide) se seraient déjà perdus dans le sol et continueraient de progresser dans le sol vers le fleuve Columbia. Ces déchets à longue durée de vie, selon un article de 2013, pourraient l'atteindre d'ici 12 ans si aucun nettoyage plus approfondi n'est effectué et y percoleraient lentement pour atteindre l'eau souterraine puis le Columbia d’ici 12 à 50 ans si l'opération de nettoyage est retardée selon le département de l’Environnement. Tous les réservoirs sont construits en acier au carbone et non en inox (ce qui aurait été beaucoup plus coûteux).

### Fuites radioactives
Le risque de fuite est connu depuis longtemps.
En février 1995, une stabilisation temporaire a été réalisée dans certaines cuves douteuses, et tous les liquides qui pouvaient être pompés ont été retirés du réservoir et transférés vers des cuves à double paroi (dont l'une, mal construite, a fui en trois points en 2012).
Le 15 février 2013, un communiqué du DoE, annonçait que le niveau d’une des citernes de stockage du site d'enfouissement de Hanford baisse, pour des raisons encore indéterminées. La cuve souterraine n° T-111, d’une capacité de 530 000 gallon construite en 1943-44 et mise en service en 1945 contenait alors environ 447 000 gallons (près de 1,7 million de litres) de déchets liquides et solides qui ont la consistance d’une boue. « Cette citerne avait été repérée comme étant susceptible de fuir depuis 1979 ». 
Les données indiquent une perte de liquide dans le réservoir comprise entre 150 et 300 gallons (500 à 1 200 litres) par an qui percolent donc dans le sol. 
Peu après, Jay Inslee (gouverneur de l'État de Washington) rectifie cette information, en précisant que selon les informations dont disposait le ministère, mais qu’il avait mal analysées, cinq autres cuves fuient aussi), selon lui « sans risques immédiats ni dans un futur proche pour la santé, car elles sont situées à plus de 5 miles (environ 8 km) du fleuve Columbia ». Selon les médias américain, la situation est plus grave que cela ; The Daily Beast estime que 73 des réservoirs de ce site auraient déjà fui. Jay Inslee qui souhaite que l’on transvase le contenu de ces cuves qui se dégradent vers des cuves plus résistantes, solution que le département de l'Énergie semble examiner le processus", a-t-il encore déclaré. 
Annonce de nouvelles fuites : Après détection en août 2012 de matériel radioactif en 3 points (où aucune fuite n'avait été constatée en décembre 2006 puis janvier 2007), et après puis confirmation dans une évaluation de 444 page publiée en novembre 2012 d'une fuite importante dans le réservoir 241-1Y-102, début 2013, le secrétaire américain à l’Énergie, Steven Chu, a informé le gouverneur de l'État de Washington, Jay Inslee, à propos d'une, puis six fuites à nouveau détectées sur des citernes de stockage enfouies sous terre et contenant plusieurs milliers de mètres cubes de déchets nucléaires à haute activité, ces fuites étant susceptibles de provoquer une contamination radioactive des sols et des nappes phréatiques, ; Deux de ces cuves sont de grandes citernes respectivement d'environ 750 000 gallons et 500 000 gallons de capacité, alors que les quatre autres sont plus petites (conçues pour accueillir jusqu'à 55 000 gallons) ; toutes sont plus anciennes que les 20 ans prévus pour leur durée de vie. Les gestionnaires demandent l'aide de l'État fédéral.

### Risques
C'est le risque pour la nappe qui est le plus cité par les médias. Les autorités ont d’abord considéré que la zone de stockage des déchets était assez éloignée du fleuve (8 km environ) pour qu’il n’y ait pas de risque immédiat pour l’eau, mais il ne semble pas y avoir eu d’analyses exhaustives publiées du degré de contamination du sous-sol. 
Selon le DoE en 2015, le monitoring de puits proches du site ne montre pas encore de contamination et il n’y aurait pas de risque à court terme, mais un risque pour la nappe est évoqué pour les années ou décennies qui viennent et pour le long terme. D'autres comme l'ONG Hanford Challenge notent un manque de culture de sécurité nucléaire chez les équipes chargées de surveiller les cuves, et craignent de nouvelles fuites, y compris dans les cuves à double paroi (car les archives présentées en 2012 par Hanford Challenge montrent que la première de ces cuves (n° AY 102, construite par un contractant en 1970), a été livrée avec plusieurs défauts de fabrication, puis qu'elle a fui en raison d'une corrosion accéléré par plusieurs ajouts de contenus acides et/ou à température élevée au cours de son service. L'ONG soulignait aussi en 2012, qu'il a fallu des mois ou années pour découvrir la fuite, car les responsables étaient si confiants dans ces cuves qu'ils n'avaient prévu qu'une seule inspection tous les six ans et le DoE avait caché cette information au public jusqu'à ce que l'ONG la signale. Cette ONG craint une percolation plus rapide que prévu vers la nappe ou le fleuve. Or la nappe et le fleuve sont indispensables dans cette région aride pour irriguer les grandes zones de cultures de la région (qui forment dans le paysage de vastes formes rondes visibles de satellite). L'ONG reproche aussi aux autorités de ne pas diffuser d'informations sur l'évaporation de certains déchets radioactifs.

### Incident de 2017 (effondrement d'un tunnel de stockage de matériels contaminés)
Le matin du 9 mai 2017 le plafond du « tunnel n°1 » (long de 110 m et de section rectangulaire) s'effondre sur une longueur de 6 m environ. 

Ce tunnel, recouvert par du sable du désert a été terminé en 1956 dans le cadre du projet de construction de l'usine d'extraction de production de plutonium (PUREX). Il est situé très près de celle-ci. Il abrite une voie de chemin de fer, et contient huit wagons (mesurant chacun de 40 à 42 pieds, tous chargés de matériels lourds très contaminés, hautement radioactifs, issus de l'usine PUREX et utilisés pour concentrer le plutonium à partir d'uranium irradié). Ce « tunnel 1 » comporte trois sections : 
1. une porte d'acier remplie d'eau, située à l'extrémité nord du tunnel et logée dans une structure en béton (l'eau jouant ici un rôle de blindage contre le rayonnement). Elle est construite en plaque d'acier de 0,5 pouce d'épaisseur et mesure 24,5 pieds de haut, 22 pieds de large et 7 pieds d'épaisseur[89], elle n'a jamais été ouverte depuis plus de 60 ans en raison de la radioactivité du tunnel[89] ;
2. une zone de stockage[89] ;
3. un puits de ventilation (garni d'un filtre à particule)[89].

Il existe un autre tunnel (« tunnel n°2 »), un peu plus récent et beaucoup plus long. Il a été construit en 1964, avec une voute d'acier consolidée par des demi anneaux de béton armé et recouverte d'un matériau bitumineux et d'une couche de sol. Il est également clos au nord par une épaisse porte d'acier remplie d'eau et il contient 28 wagons chargés de matériel très radioactif ; Doug Shoop, responsable du département Énergie de l'installation de Hanford a déclaré que « le risque d'un effondrement futur du Tunnel 2 est considéré comme élevé en fonction des contraintes subies par plusieurs composants structurels de l'installation ». Ce tunnel outre des déchets radioactifs, contient aussi des métaux toxiques (plomb, cadmium et baryum) .
Chacun de ces deux tunnels se termine par une cheminée de ventilation garnie d'un filtre à particule hautement efficace, mais le système de ventilation n'est plus en service. 
Au moment de la découverte de l’effondrement du plafond du tunnel n°1 (09 mai 2017), le personnel a pu se réfugier ou être évacué. Ensuite tout le personnel non essentiel a été évacué du site et 53 camions ont apporté des matériaux  pour combler ce trou. Le gouvernement fédéral a annoncé n'avoir détecté aucun rejet radioactif et aucun des environ 3000 travailleurs présents sur site n'a été blessé. Le tunnel est trop contaminé pour qu'aucun humain ne puisse y entrer. À la suite de l'effondrement de mai 2017, il a été entièrement recouvert d'une bâche plastique conçue pour résister dans ce contexte durant des mois, pour éviter que le sol ne soit alourdi par les pluies au-dessus du tunnel et pour limiter les envols de poussières si la structure devait s'écrouler à nouveau,.
Selon des documents déclassifiés,, et des explications officielles cet effondrement est survenu après les pluies des 4 et 5 mai 2017 et probablement en raison du fait que certains des matériaux utilisés pour la construction du tunnel n°1 étaient inappropriés (du bois créosoté a été utilisé pour le toit du tunnel, matériau qui pourrait être fragilisé par la radioactivité à laquelle il est exposé dans ce contexte). Des sources locales de vibrations faibles (orages ou activité sismique de faible ampleur éloignée pourraient aussi être en cause. En 1980, des trous ont été forés dans le bois du toit du tunnel pour installer un système de monitoring et pour obtenir des échantillons de bois prélevés à des fins de test

Selon une partie rendue publique du nouveau rapport commandé par le département américain de l'Énergie (DOE) à la suite de cet incident, les deux tunnels sont en mauvais état et risquent d'encore s'effondrer.  Des travaux de stabilisation du tunnel 1 vont être entrepris, avec probablement l'injection d'un coulis de béton en 2017 ; ils devraient à eux seuls coûter environ 4 à 7 millions de dollars et seront probablement financés par les budgets normalement réservés à la décontamination des eaux souterraines du site de Hanford. Des photographies de la construction des tunnels ont été mis à disposition du public.
Jay Inslee, Gouverneur de l’État de Washington et Kate Brown, gouverneur de l'Oregon ont sollicité une augmentation des budgets fédéraux dédiés aux nettoyage de ce site et attendaient une réponse de Donald Trump fin mai ou début juin 2017.

## Projet de décontamination générale et de «barrière intégrale à la radioactivité»
Un accord signé en 1989 entre l’État fédéral et celui de Washington prévoyait la décontamination de la zone et le traitement de 177 cuves, avec construction in situ d’une usine de traitement de ces déchets dont par vitrification (encore en chantier en 2013, bien qu’elle aurait dû être terminée en 2011).
Le site de Hanford a fait l’objet d’un programme-Barrière visant à expérimenter et conserver pour au moins 1 000 ans les conditions d'un « isolement écologique permanent ».
Ce programme devait développer les technologies nécessaires et prouver que le complexe de Hanford pouvait durant 1 000 ans au moins à la fois efficacement contrôler l'infiltration de l'eau ; la diffusion de radioactivité (avec suivi de l'évapotranspiration ou étude des pollens), les intrusions animales et végétales et les effets de l'érosion éolienne et hydrique et d’autre part isoler les déchets radioactifs de l'environnement et d’un contact par inadvertance avec des intrus humains. Le programme doit notamment s'appuyer sur des marqueurs radioactifs à suivre dans l’eau, l’air, le sol, les écosystèmes. Il doit aussi anticiper pour les 1000 ans qui viennent, tant que possible, les conséquences du dérèglement climatique
Des radionucléides ont abondamment été dispersés dans les eaux superficielles puis dans le fleuve Columbia à partir du complexe nucléaire quand il fonctionnait . Et les taux de 90Sr sont systématiquement plus importants à l’aval du site d’Hanford dans l'eau du fleuve Columbia avec une « différence statistiquement significative » (P< 0,05) par rapport à l’amont immédiat ; selon une modélisation publiée en 1998, seuls 2 % du strontium 90 accumulé dans le sol à partir des retombées passées du site de Hanford pourrait être retrouvés dans les effluents liquides de Hanford ayant gagné le fleuve Columbia et ensuite potentiellement présents dans l’eau d'irrigation utilisée de 1972 à 1992. Les 98 % restants proviendraient des retombées historiques des essais nucléaires atmosphériques . Une modélisation financée par le DoE a conclu que les doses reçues par un adulte humain consommant 0,7 litre par jour (270 l/an) de lait de vache nourrie avec la luzerne poussant aux environs du site serait de 0,9 µSv, soit moins de 0,03 % de la dose mSv annuelle totale résultant de sources naturelles d'exposition aux rayonnements (mais il faut tenir compte du fait que cette exposition est interne et non comparable avec les doses reçues de l’exposition médicale aux rayons X ou de l’exposition aux rayons cosmiques).

### Coûts
Le nettoyage du site devrait encore durer plusieurs décennies.
D'abord estimé à 4,3 milliards de dollars, son coût a été porté à 13,4 milliards en 2012 selon un rapport du DoE de décembre 2012, mais il ne pourra être confirmé qu'en 2019 ou 2040. Ces coûts pourraient augmenter si d'autres cuves fuient dans les mois ou années à venir, et parce que, comme le reconnaît le DoE, outre des déchets radioactifs, les cuves contiennent aussi "des composés chimiques dangereux pour la santé humaine, pouvant provoquer des cancers, et demeurer dangereux pendant des siècles".
Actuellement, l'activité de réhabilitation du site absorbe déjà 2 milliards de dollars par an pris dans les caisses de l’État, soit 1/3 du budget annuel du gouvernement fédéral pour le nettoyage de la pollution radioactive à l'échelle nationale.
Le DoE a cependant laissé entendre début 2013 que les prochains budgets annuels pour le site pourraient atteindre $ 3,5 milliards/an, mais cet argent sera probablement essentiellement consommé par la fin de la construction de l’usine de traitement/vitrification des déchets qui au total devrait coûter 12,3 milliards de dollars. 
Comme « Hanford Challenge » (nom d'un groupe citoyen de surveillance du site d'Hanford), Inslee et John Kitzhaber (Gouverneur de l'Oregon) demandent la construction urgente de réservoirs de secours supplémentaires pour assurer un stockage sûr des déchets des cuves qui fuient en attendant que l’usine soit achevée et puisse les vitrifier.
En février 2013, le sénateur Ron Wyden (récemment nommé président de la commission sénatoriale chargée de l'énergie et des ressources naturelles) a souhaité disposer de plus d’informations scientifiques sur l'état des lieux et a annoncé qu’il demande au « Government Accountability Office » d'ouvrir une enquête sur la surveillance des réservoirs d'Hanford et le programme de maintenance des cuves.

### Découverte d'un échantillon de plutonium
De manière inattendue, un échantillon de plutonium purifié a été retrouvé dans un coffre-fort dans une tranchée de déchets durant des opérations d'excavation en 2004 ; il avait été fabriqué au milieu des années 1940 faisant de lui le second plus ancien échantillon de plutonium connu.
Des analyses publiées en 2009 ont montré qu'il provenait de Oak Ridge, puis qu'il avait été transféré à Hanford pour des opérations d'optimisation de l'usine de séparation. Les documents révèlent que cet échantillon appartenait au "groupe Watt" qui le stocka dans le coffre lorsqu'il suspecta une fuite.

### Le cas des saumons et des esturgeons
Le saumon a presque disparu de ce fleuve, alors qu’il a été estimé que les amérindiens en prélevaient autrefois environ 18 000 000 de lb par an, par des techniques de pêche primitives. La régression des saumons est constatée dans le monde entier, il est donc difficile de mesurer la part éventuelle de responsabilité de la contamination radioactive des cours d'eau.
Une légère radioactivité a priori due aux activités du complexe militaro-industriel de Hanford est depuis longtemps détectée dans le bief du fleuve dit « Hanford Reach », notamment chez les saumons. La radioactivité des saumons a très fortement diminué depuis l'arrêt de la production de plutonium, mais un autre phénomène est observé dans le fleuve (qui pourrait aussi être dû à d’autres causes ; pesticides notamment) : un taux anormalement élevé d’imposex est signalé chez les saumons sauvages (et non chez les saumons d’élevage).
De nombreuses analyses ont démontré une forte contamination (radioactivité bêta) des esturgeons capturés dès 1953-1955 dans le bief Hanford du fleuve Columbia. Cette radioactivité était encore importante dans certains organes internes et sur la peau des esturgeons, des années après la fermeture du réacteur de production de plutonium (concentrations moyennes d’environ 1 480 Bq / kg pour le foie et les reins et dépassant les 2 200 Bq / kg pour les nageoires et les scutelles. Les principaux radionucléides identifiés dans les tissus ces esturgeons de 1963 à 1967 étaient le 32P, 65Zn, et 51Cr qui ne peuvent provenir que du complexe de Hanford. Les taux moyens en 32P dans le muscle de ces poissons a varié à cette époque de 925 à 2109 Bq/kg et étaient habituellement de deux à sept fois supérieurs au taux de 65Zn.
Les taux moyens de radionucléides ont « spectaculairement » chuté de 1989 à 1990 dans les tissus des esturgeons. Les maxima de radionucléides artificiels (90Sr, 60Co, 137Cs) dans les muscles et le cartilage des esturgeons blancs du fleuve Columbia ne correspondaient plus qu’à une radioactivité de 4 Bq / kg et des radionucléides autrefois abondantes (dont 32P, 65Zn, et 51Cr) n’étaient plus détectés dans des échantillons de tissus du début des années 1990 et on ne constatait alors plus de différence de teneurs entre l’amont et l’aval du site de Hanford.
Cependant dans les années 1990, autour du site, du strontium radioactif est retrouvé dans la nappe superficielle (retrouvé plus concentré dans la luzerne poussant autour du site que dans les cultures irriguées avec une eau importée), sans que cela puisse être expliqué par une contamination aérienne provenant du complexe de Hanford selon l’étude ou l’analyse des esturgeons (Acipenser transmontanus) du fleuve.

## Loisirs
Des terrains de sport (tennis, etc) et une zone consacrée aux sports mécaniques, dotée de longues pistes de motocross et de quads existent au sud du site (« ATV track » et « Horn Rapids Motorsports Complex »).

### Illustrations

#### Paysages et vie quotidienne dans le complexe nucléaire de Hanford

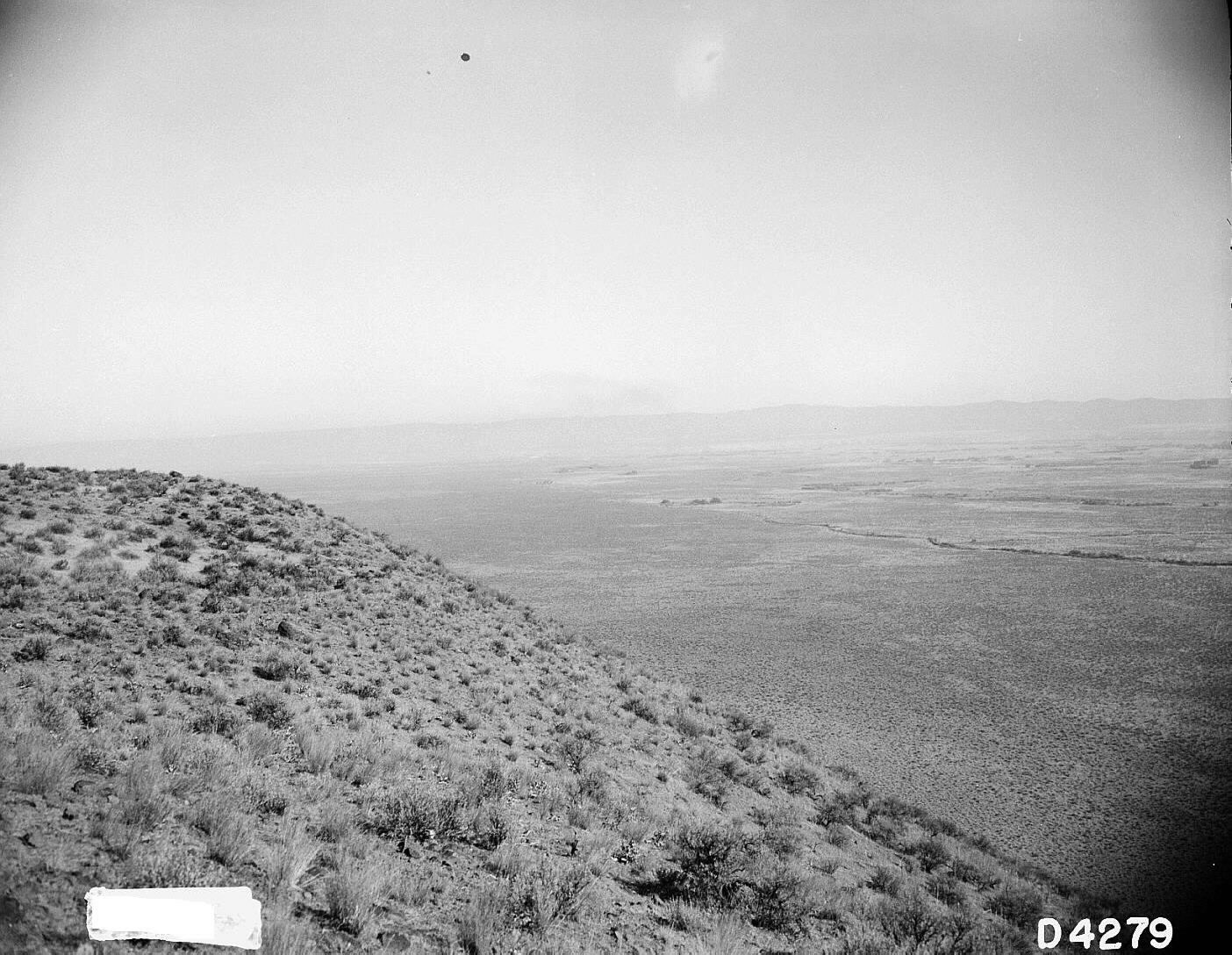
Paysage vue des hauteurs (Rattlesnake Mountain)dans les années 1950.
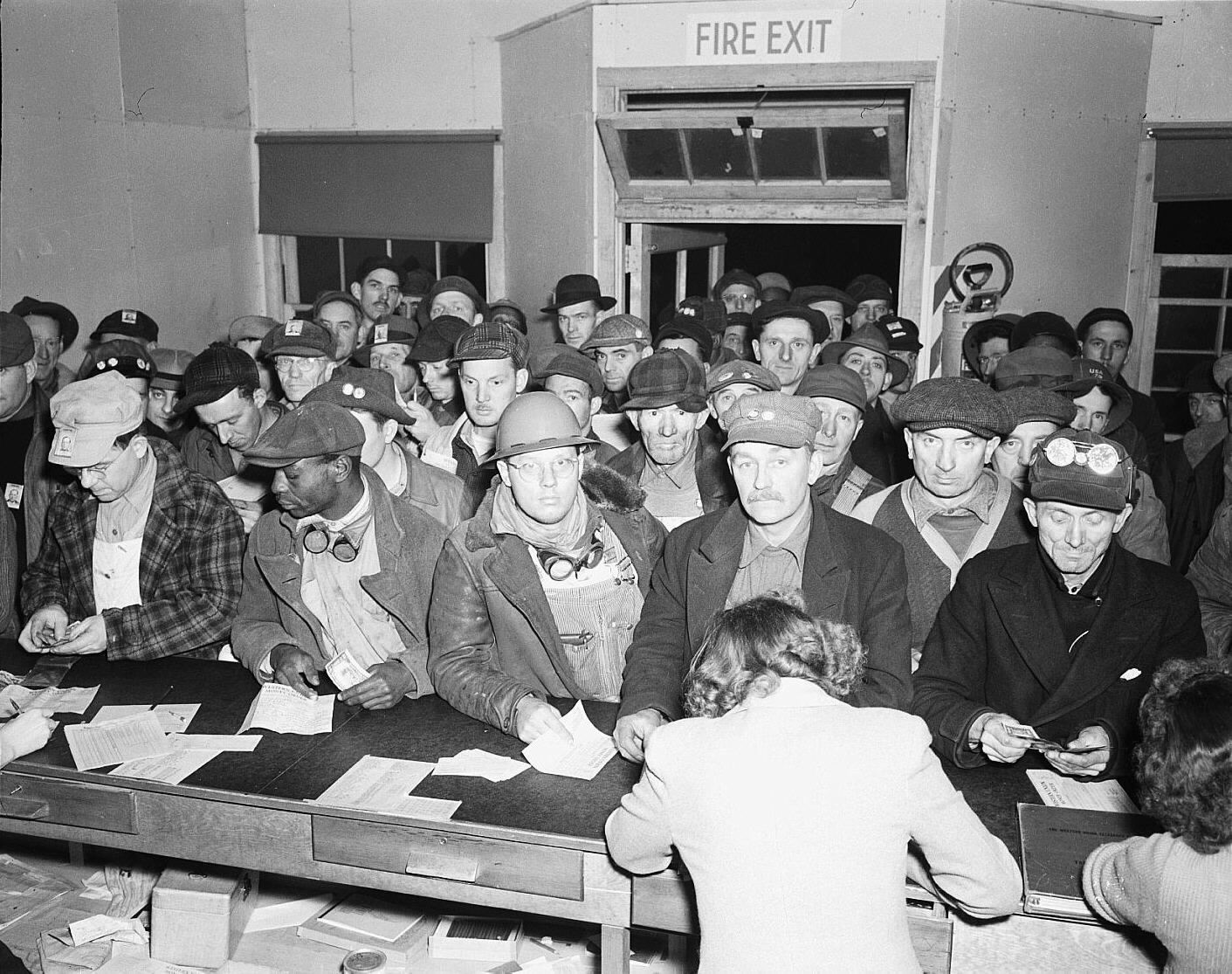
Employés du site de Hanford attendant leur salaire.
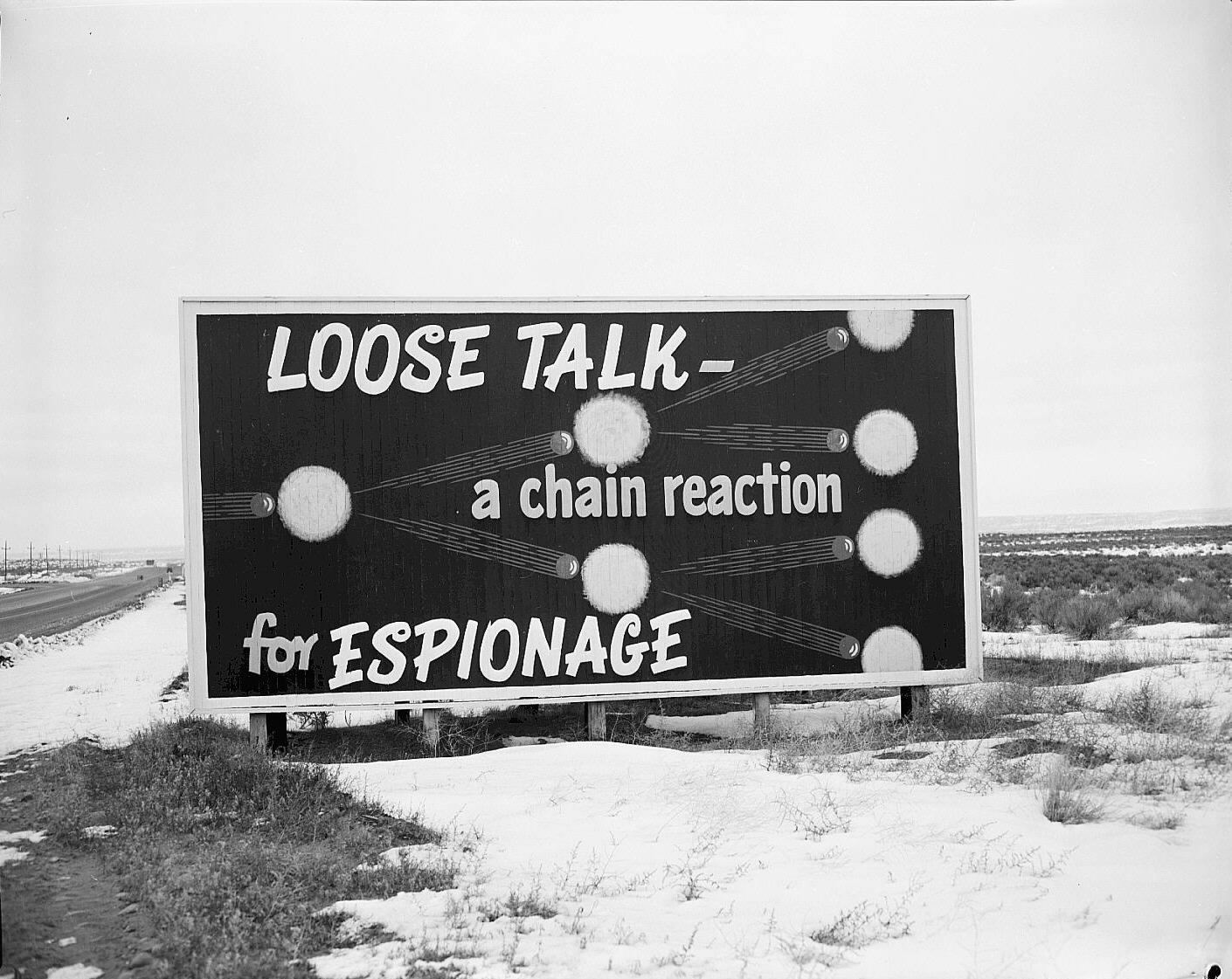
Panneau datant de la guerre froide, incitant au maintien du secret afin de ne pas encourager l'espionnage.
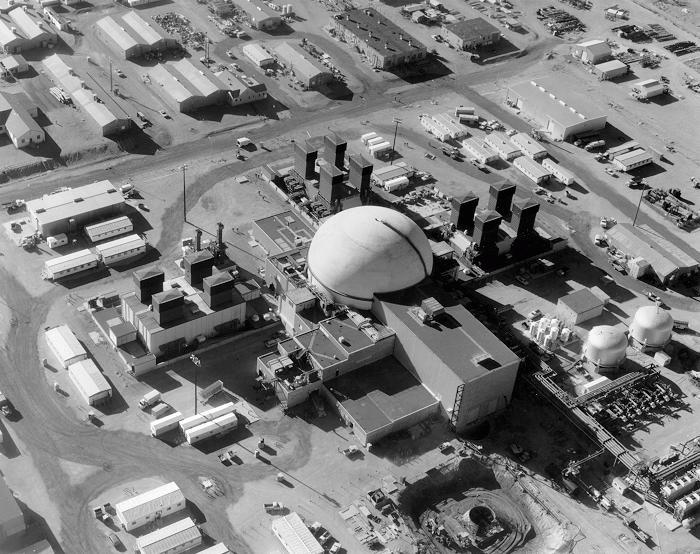
L'unité dite « Fast Flux Test Facility ».

#### Expérimentations sur les animaux

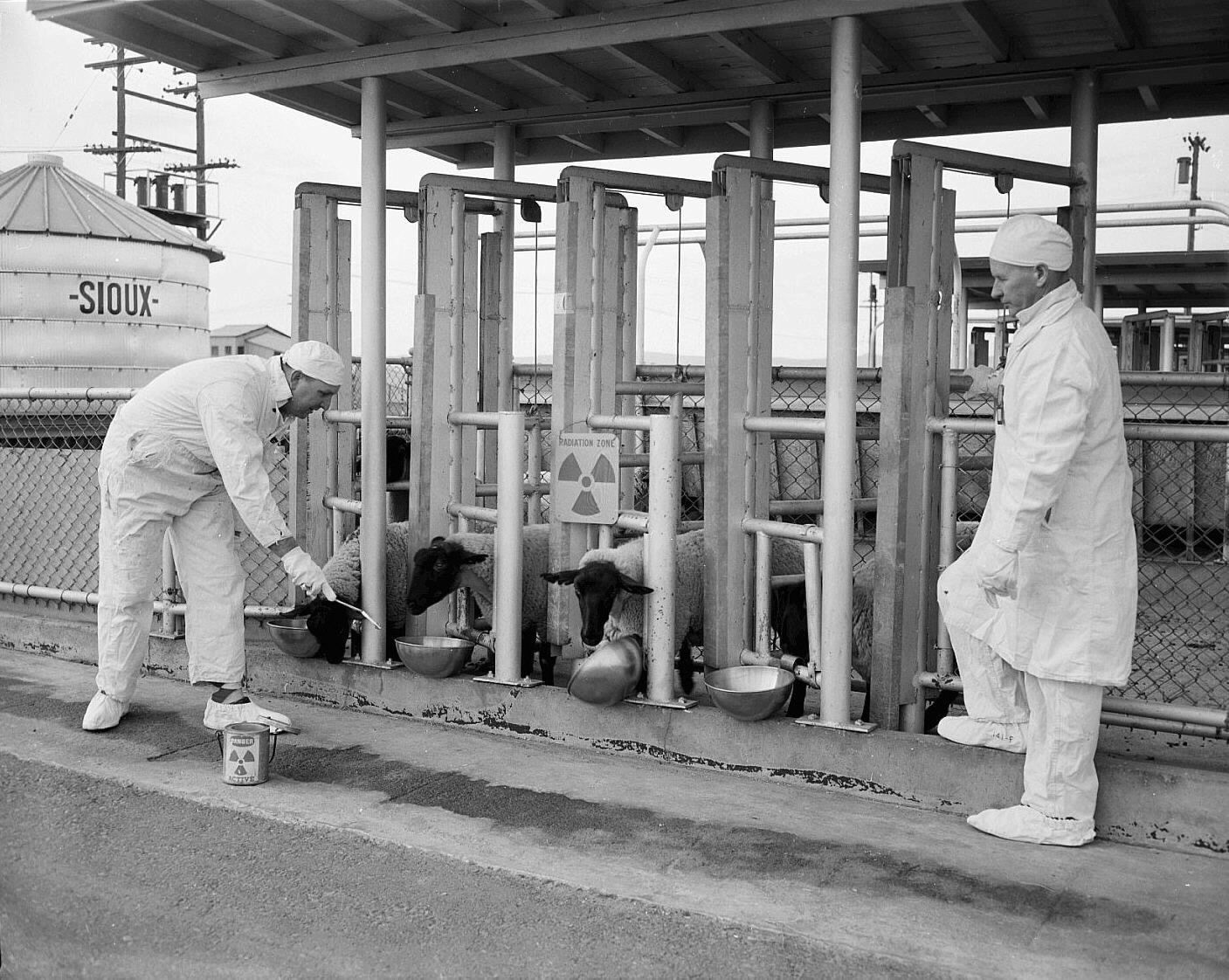
Biologistes de Hanford nourrissant des moutons avec une nourriture radioactive.
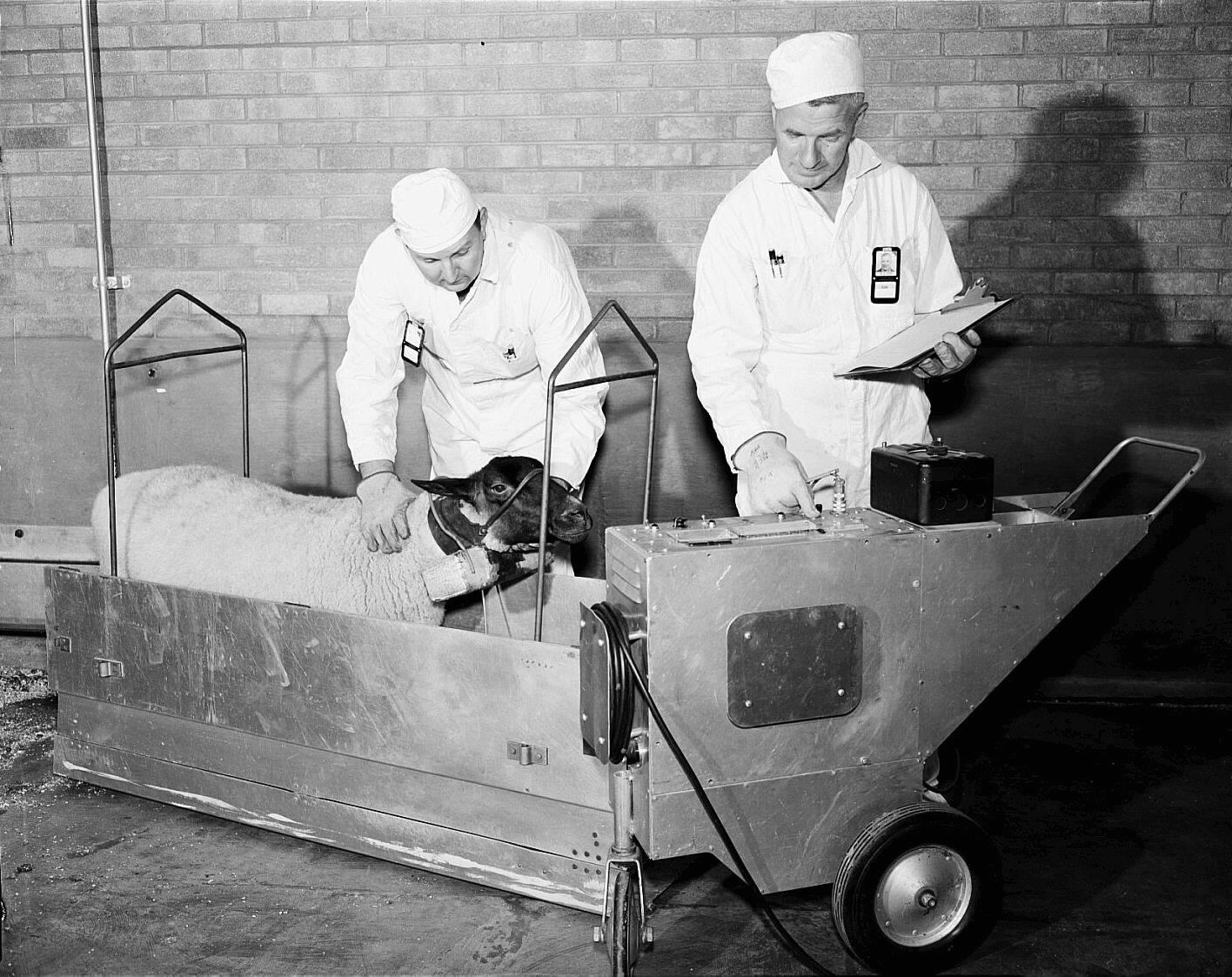
Biologistes en train de mesurer la radioactivité thyroïdienne de moutons expérimentalement contaminés.

#### Photos contemporaines (démantèlement, entretien)
- Complexe nucléaire de Hanford, Galerie officielle de photographies, notamment destinés à illustrer les travaux scolaires
- Association Nukeworker ; Albums photos en ligne, NukeWorker

## Sources
- Éric Guéret et Laure Noualhat. Les déchets, le cauchemar du nucléaire. Octobre 2009. Arte